# Église Saint-Caprais de Grisy-les-Plâtres
L'église Saint-Caprais est une église catholique paroissiale située à Grisy-les-Plâtres, dans le Parc naturel régional du Vexin français en France. C'est une modeste église rurale de style gothique primitive. Construite au début du XIIIe siècle dans une seule campagne de construction, elle n'a jamais subi d'extensions ou de transformations affectant sa structure. Elle a survécu quasiment indemne à toutes les guerres et notamment à la guerre de Cent Ans pendant laquelle la plupart des églises de la région a été partiellement détruite. L'intérieur se distingue davantage par sa homogénéité et par la régularité du plan que par la recherche de son architecture, qui est de bon goût mais d'une grande simplicité comparée à d'autres églises de la région de la même époque. L'extérieur est dominé par l'élégant clocher, qui semble d'une grande légèreté et marque l'apogée de l'art gothique dans le Vexin. Au XVIe siècle et au XVIIIe siècle, les bas-côtés et le croisillon sud ont été en grande partie rebâtis sans bien sûr respecter le style d'origine, mais les voûtes ont néanmoins été conservées dans leur intégralité. L'église est classée monument historique par arrêté du 9 mai 1914 et a été presque entièrement restaurée depuis cette date.

## Localisation
L'église est située dans le département français du Val-d'Oise, dans le Parc naturel régional du Vexin français, sur la commune de Grisy-les-Plâtres, place de l'Église. La façade occidentale donne sur la place de l'Église, qui est engazonnée et bordée d'arbres. C'est le lieu central du village. À l'ouest, la place de forme triangulaire est délimitée par la rue de la Sablonnière, et au sud, par la rue Robert Machy, où se situe la mairie. L'on ne peut pas faire le tour de l'église, mais toutes les élévations sont visibles depuis de différents endroits. L'ancien presbytère occupe l'emplacement de l'élévation sud. Ici, il faut prendre du recul pour apprécier la silhouette de l'église. L'élévation nord est visible depuis un terrain arboré (accès PMR à l’église) de la rue du Vexin (RD 64), et le chevet depuis la rue Saint-Caprais, où une propriété privée s'interpose.

## Historique
L'église Saint-Caprais a été édifiée dans une seule campagne pendant le premier quart du XIIIe siècle dans le style gothique primitif. Certains éléments, comme des oculi entourés de cordons en pointe-de-diamant, rappellent même la fin du XIIe siècle. Des doutes subsistent à propos de l'intérieur du chœur, où les chapiteaux évoquent plutôt le XIVe siècle. Cas plutôt rare dans le Vexin, l'église conserve entièrement son plan d'origine et n'a pas fait l'objet d'adjonctions ultérieures. Cependant, elle a subi une reconstruction partielle pendant la première moitié du XVIe siècle, pendant laquelle les murs extérieurs du bas-côté sud et du croisillon sud du transept ont été entièrement remplacés. Au nord, les fenêtres latérales ont été repercées. Une autre campagne de réparations aux conséquences moins visibles est intervenue au XVIIIe siècle. L'édifice est classé au titre des monuments historiques par arrêté du 9 mai 1914.
Sous tout l'Ancien Régime, Grisy-les-Plâtres appartient à l'archidiaconé du Vexin français sis à Pontoise et à l'archidiocèse de Rouen. Après la Révolution française, la paroisse est rattachée au nouveau diocèse de Versailles puis est intégrée dans le diocèse de Pontoise en 1966, dans le contexte de la création du nouveau département du Val-d'Oise. Il n'y a depuis longtemps plus de prêtre résident à Grisy-les-Plâtres, et l'église n'accueille de célébrations eucharistiques qu'irrégulièrement. Elle fait aujourd'hui partie de la paroisse de Marines, qui totalise trente-trois villages.

## Description

### Aperçu général

Plan de l'église.

Orientée légèrement vers le sud-est du côté du chevet, l'église suit un plan cruciforme très régulier et parfaitement symétrique. Elle se compose d'une nef de quatre travées légèrement barlongues accompagnée de deux bas-côtés ; d'un grand transept largement saillant ; d'un clocher en bâtière central se dressant au-dessus de la croisée du transept ; et d'un petit chœur d'une seule travée au chevet à pans coupés. Les travées des bas-côtés sont carrées, tout comme celles du transept, moitié plus large que les bas-côtés. L'ensemble de l'église est voûté sur croisées d'ogives simples. Le portail occidental constitue son unique accès. La structure des toitures est très simple : la nef et le transept sont couverts de toits à deux rampants avec des pignons au sud, à l'ouest et au nord, et le chœur possède un toit à croupes conformément au plan de l'abside. Des toits en appentis s'appuyant contre les murs de la nef recouvrent les bas-côtés. En raison des remaniements multiples qu'ont subi la plupart des églises vexinoises, des plans d'une telle régularité sont devenus rares dans la région. On les trouve par exemple à Berville et Bréançon, dans ce dernier cas associé à un chevet plat.

### Extérieur

#### Façade occidentale

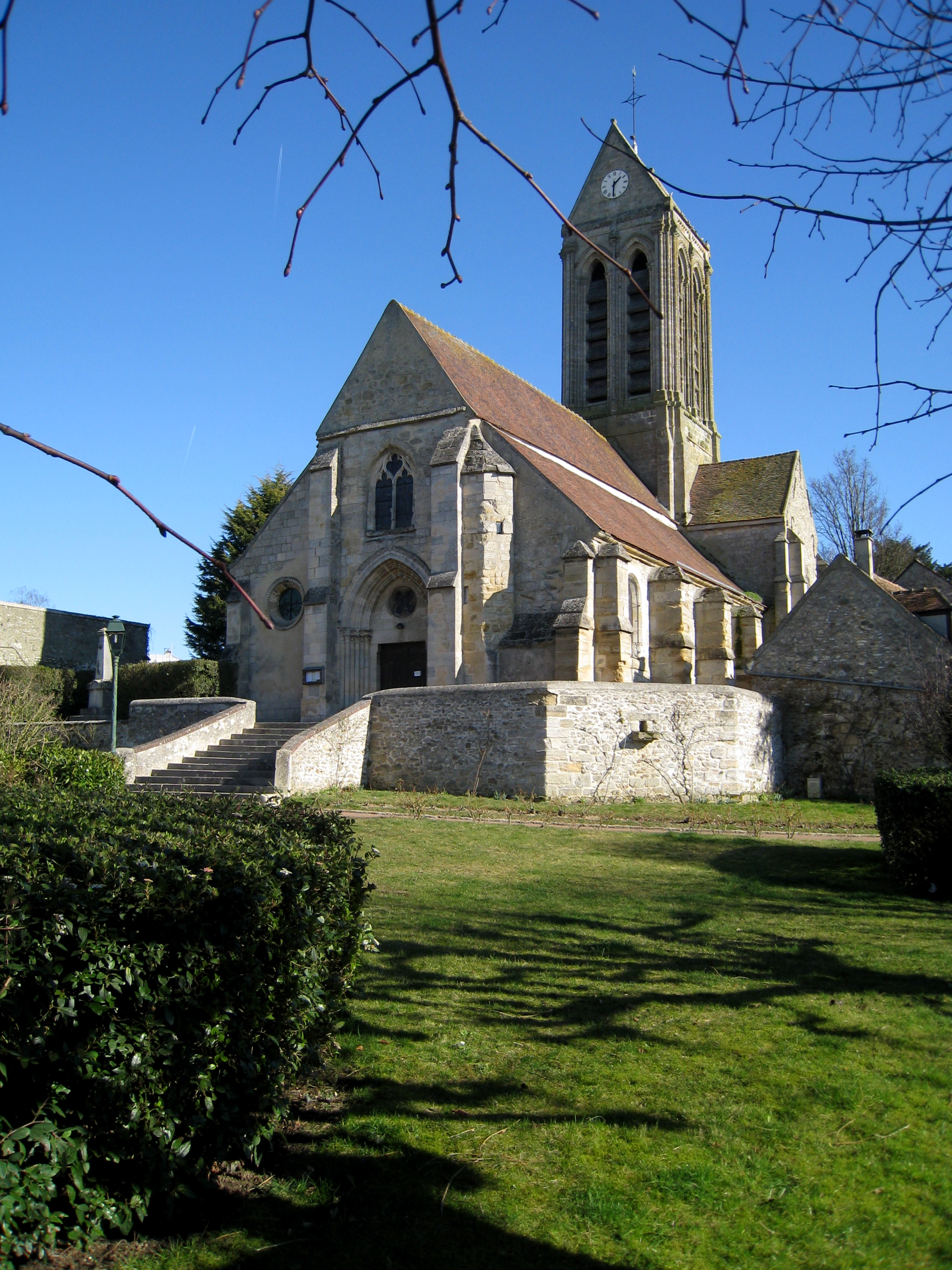
Vue d'ensemble depuis le sud-ouest.

La façade occidentale est subdivisée en trois segments par des contreforts larges, strictement verticaux et modérément saillants. Ils sont scandés par un court glacis intermédiaire formant larmier et se terminent par un long glacis fortement incliné. Le contrefort de droite n'est toutefois qu'une imitation destinée à dissimuler, le mieux que possible, la tourelle d'escalier encastrée dans le mur du bas-côté sud. L'édifice s'ouvre par un beau portail en tiers-point, dont la triple archivolte torique est surmontée d'une frise de feuillages, et sommée d'une tête sculptée sur la clé de voûte supérieure. L'archivolte repose sur les chapiteaux essentiellement sculptés en feuilles d'acanthe de deux groupes de trois colonnettes refaites. Le tympan ajouré d'un quatre-feuilles, le linteau et les piédroits sont également modernes, tandis que les deux vantaux en bois remontent à la période classique. Au-dessus du portail, une fenêtre gothique flamboyant au remplage de deux lancettes aux têtes tréflées surmontées d'un soufflet éclaire la nef. À gauche, la façade du bas-côté nord est percée d'un oculus dont l'ébrasement est cerné d'un cordon en pointe-de-diamant. Bien qu'apparemment refait, il s'agit d'une disposition d'origine et les fenêtres hautes de la nef devaient avoir la même forme. Les demi-pignons des bas-côtés, moins inclinés que les rampants du toit de la nef, montent jusqu'en dessous des gouttières de cette dernière. Par son ordonnancement général qui est régi par des critères purement fonctionnels, et par sa décoration très parcimonieuse qui se réduit au portail et aux ouvertures, la façade de l'église Saint-Caprais se range dans le grand groupe des façades gothiques primitifs du Vexin et du sud de l'Oise. Parfois des corniches ou des bandeaux supplémentaires peuvent rompre un peu l'austérité comme sur l'église voisine Saint-Pierre-et-Saint-Paul de Santeuil. Mais globalement, l'étroitesse du mur occidental de la nef ne laisse pas une grande marge de créativité à l'architecte. Les nefs étroits résultent de la tradition régionale d'édifier le clocher au-dessus de la croisée du transept, et les murs de la nef peuvent ainsi contrebuter le clocher. Les clochers centraux existent dès la période romane, mais les nefs-grange d'alors sont plus larges car dépourvues de bas-côtés, et leurs murs ne sont pas assez forts pour contrebuter de hauts clochers. Dans sa configuration actuelle, la façade de Grisy-les-Plâtres évoquent celles de Livilliers ou d'Hérouville.

#### Élévations latérales et chevet

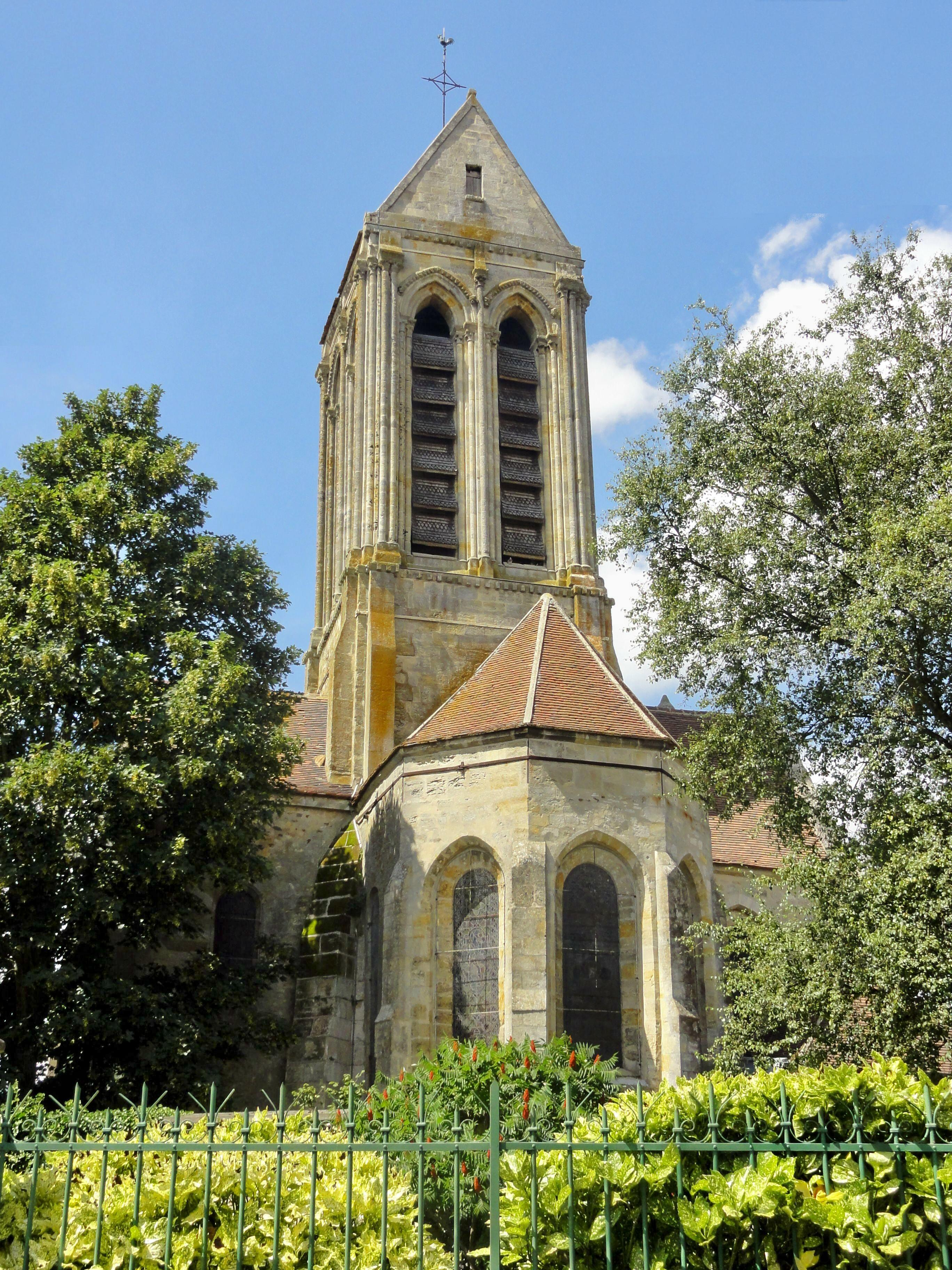
Vue depuis l'est.

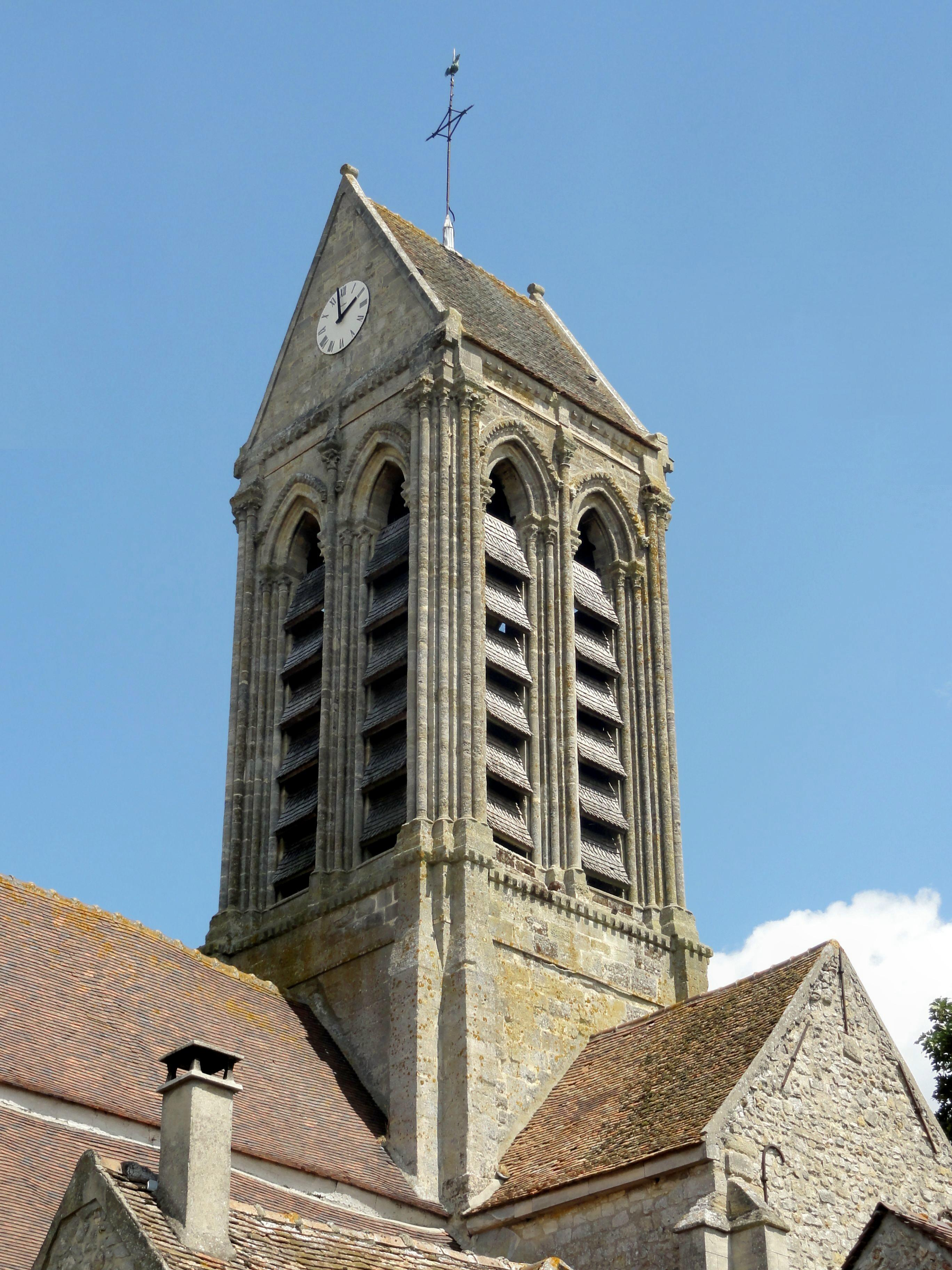
Clocher, côté sud-ouest.

La nef, assez haute, n'a pas toujours été aveugle latéralement. Elle était effectivement munie de baies hautes sous la forme d'oculi, qui ont été bouchés au moment que les toits en appentis des bas-côtés ont été rehaussés. Ces oculi restent visibles tant à l'intérieur de la nef, que dans les combles des bas-côtés. Du temps de la construction de la nef, les arcs-boutants proprement dits n'étaient pas encore connus, et les murs gouttereaux de la nef se sont écartés sous l'effet de la poussée des voûtes. C'est peut-être pour dissimuler les nouveaux contreforts internes que les toits des bas-côtés ont été rehaussés au XVIe siècle, mais indépendamment de ce fait, un très grand nombre d'églises a subi le même type de modification à la même époque, et perdu ainsi les fenêtres hautes. Les nefs construites à la période flamboyante sont généralement dépourvues d'emblée de fenêtres hautes, car l'on privilégiait une ambiance sombre dans les hauteurs de l'église pour faire méditer les fidèles sur les incertitudes pesant sur l'au-delà. Quoi qu'il en soit, cette modification a été dommageable à l'esthétique de l'édifice. La façade du bas-côté sud avec ses contreforts recouverts de chaperons et ses baies plein cintre témoigne de la reconstruction de cette partie pendant la seconde moitié du XVIe siècle. Sans doute en raison des contraintes économiques, le maître d'œuvre a renoncé à appliquer une décoration Renaissance, si bien qu'une rupture de style trop frappante a été évitée. Le bas-côté nord conserve quant à lui ses contreforts d'origine et une corniche de modillons cubiques, que l'on retrouve également sur le mur occidental du croisillon nord. Une seconde tourelle d'escalier occupe l'angle du croisillon nord du transept et du bas-côté nord. Elle est de forme octogonale et coiffée d'une flèche en pierre, ajourée d'une arcature et de deux oculi par face.
Le chœur se présente comme une entité homogène sans rupture entre la partie droite et le chevet à pans coupés. En effet, comme le montrera l'examen intérieur, l'ensemble constitue une travée unique avec une fenêtre au nord, deux fenêtres sur les murs biais du chevet encadrant la baie d'axe et une fenêtre au sud. Ces fenêtres s'ouvrent sous des archivoltes non décorées en arc brisé, mais leurs arcs se rapprochent davantage du plein cintre. Ce sont des lancettes simples sans remplage, dénotant le style gothique primitif. Elles ne sont pas très élevées et s'arrêtent curieusement nettement en dessous du sommet des murs, ce qui frappe également à l'intérieur. Les contreforts du chevet sont tous obliques pour diviser en deux les angles entre les deux pans de mur voisins. Elles sont scandées par un court glacis intermédiaire et se terminent par un glacis plus long. Strictement verticaux et pas très saillants, ils ressemblent aux contreforts de la façade occidentale, mais les glacis ne forment pas larmier. La décoration est entièrement absente, mais les deux rangs d'assises supérieurs sont refaits, et une corniche moulurée a pu exister au préalable. Ce chœur très simple répond aux besoins d'une église qui n'a toujours été que paroissiale, aucun prieuré n'y était associé. Les chœurs à pans coupés ne sont pas très fréquents dans le Vexin français. Ceux qui s'en rapprochent le plus sont ceux de l'église Saint-Denis de Berville, où les fenêtres sont encore plus basses ; de l'église Saint-Clair d'Hérouville qui a toutefois été remanié, ou, à la fin de l'époque romane, celui de l'église Notre-Dame-de-l'Assomption d'Auvers-sur-Oise également remanié. En dehors du Vexin mais dans la même région de l'Île-de-France historique, l'on peut citer le chœur de l'église Saint-Léger de Vauciennes, avec toutefois des fenêtres plus élancées et des contreforts refaits.

#### Clocher
Le clocher constitue l'élément le plus remarquable de l'édifice et donne l'image d'une grande légèreté. Son étage, de hauteur considérable, est percé sur chaque face de deux baies gémelées en arc brisé sur toute sa hauteur. Les angles de l'étage sont occupés chacun par une fine colonnette au chapiteau sculpté simplement en feuillages. Deux colonnettes du même type cantonnent de chaque côté les quatre faces de l'étage, et une colonnette divise chaque face en deux parties égales, ce qui donne vingt-huit colonnettes au total. Les baies abat-son possèdent chacune une double archivolte avec des colonnettes toujours du même modèle, supportant la voussure faite de gros tores, et surmontée d'un cordon en dents de scie. Une corniche de corbeaux termine l'étage du clocher. Dans son ensemble, le clocher de Grisy-les-Plâtres marque l'apogée de l'art gothique dans la région. Il se place à la fin d'une ligne de développement entamé par le clocher central de l'église Saint-Quentin de Nucourt et qui a donné le clocher d'Auvers-sur-Oise comme représentant le plus connu. À Auvers, le type général s'est déjà bien cristallisé, mais l'étage de beffroi est peu élevé et donne un effet trapu. Les colonnettes sont nettement moins nombreuses et les angles sont occupés par des colonnes assez épais. Bien que ce clocher soit considéré comme un exemple très réussi, il n'atteint pas l'élégance du clocher de Grisy-les-Plâtres. Après la guerre de Cent Ans, les premiers clochers gothique flamboyant dont notamment celui d'Hérouville se calquent toujours sur le même modèle global, sans plus jamais atteindre la même perfection. Indépendamment des considérations esthétiques, le clocher de Grisy-les-Plâtres a présenté des problèmes de stabilité, qui ont motivé la pose d'un contrefort biais à l'angle sud-est, et la construction d'un arc de décharge dans le mur occidental du croisillon sud.

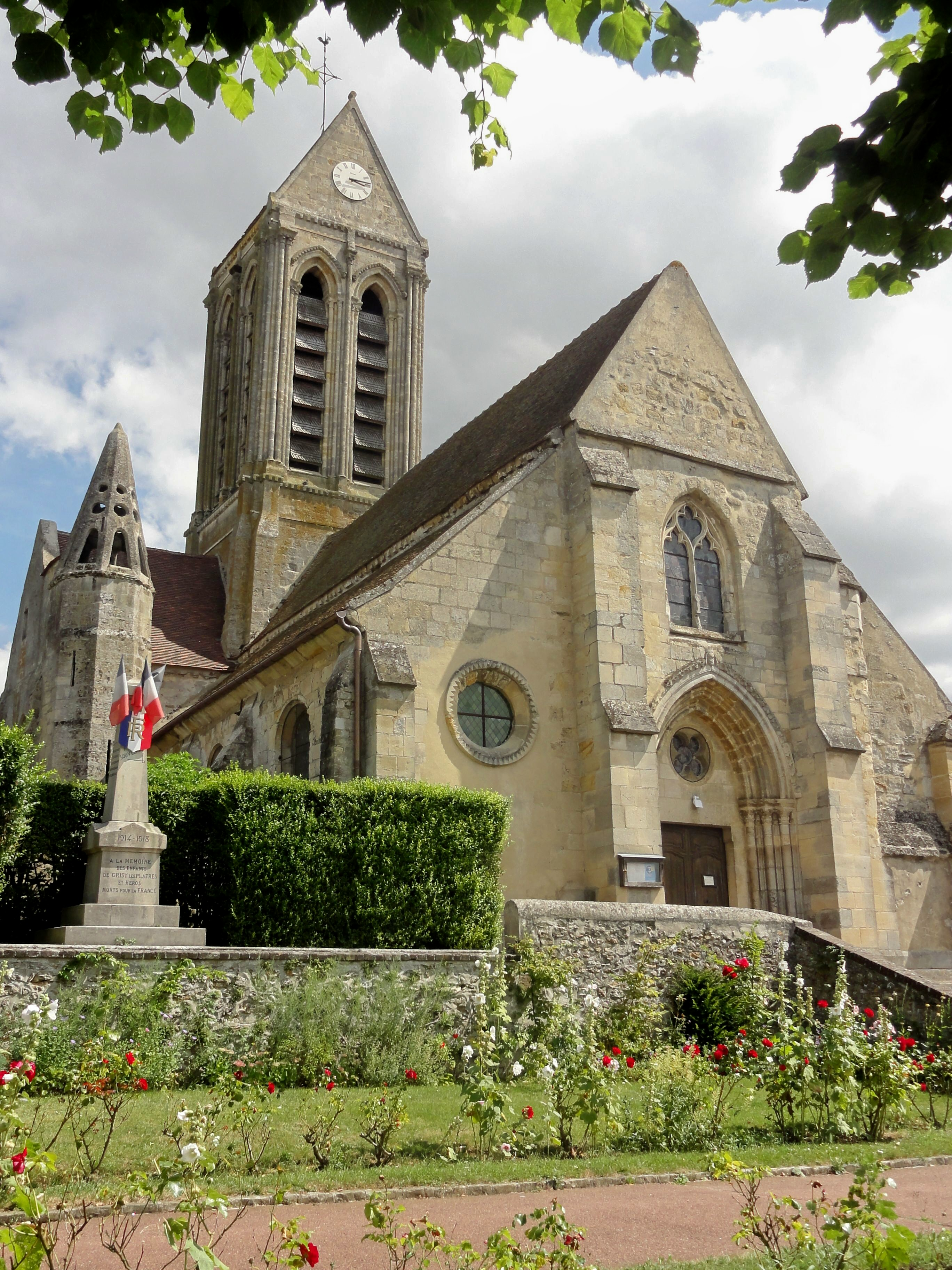
Vue depuis le nord-ouest.
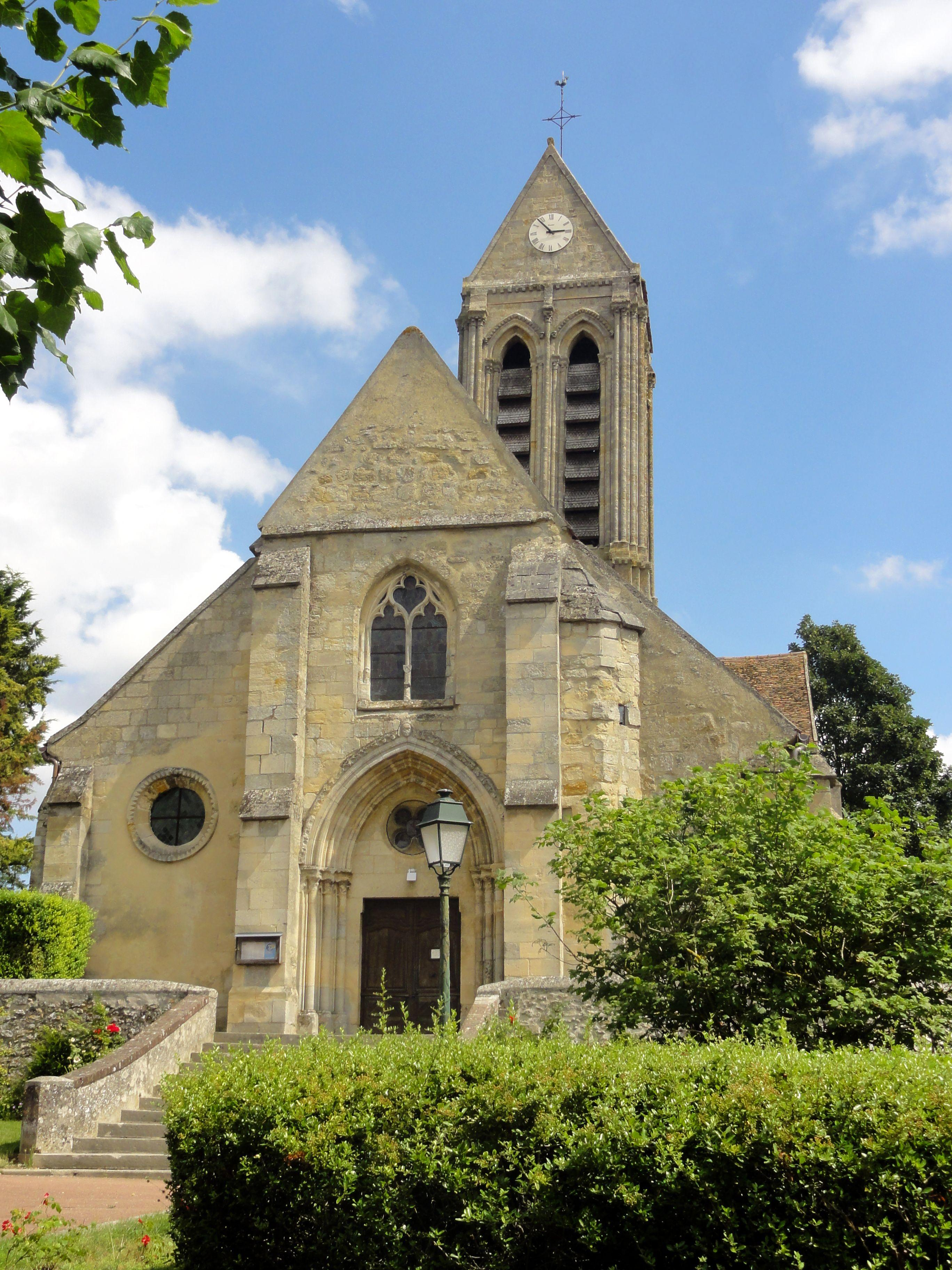
Façade occidentale.
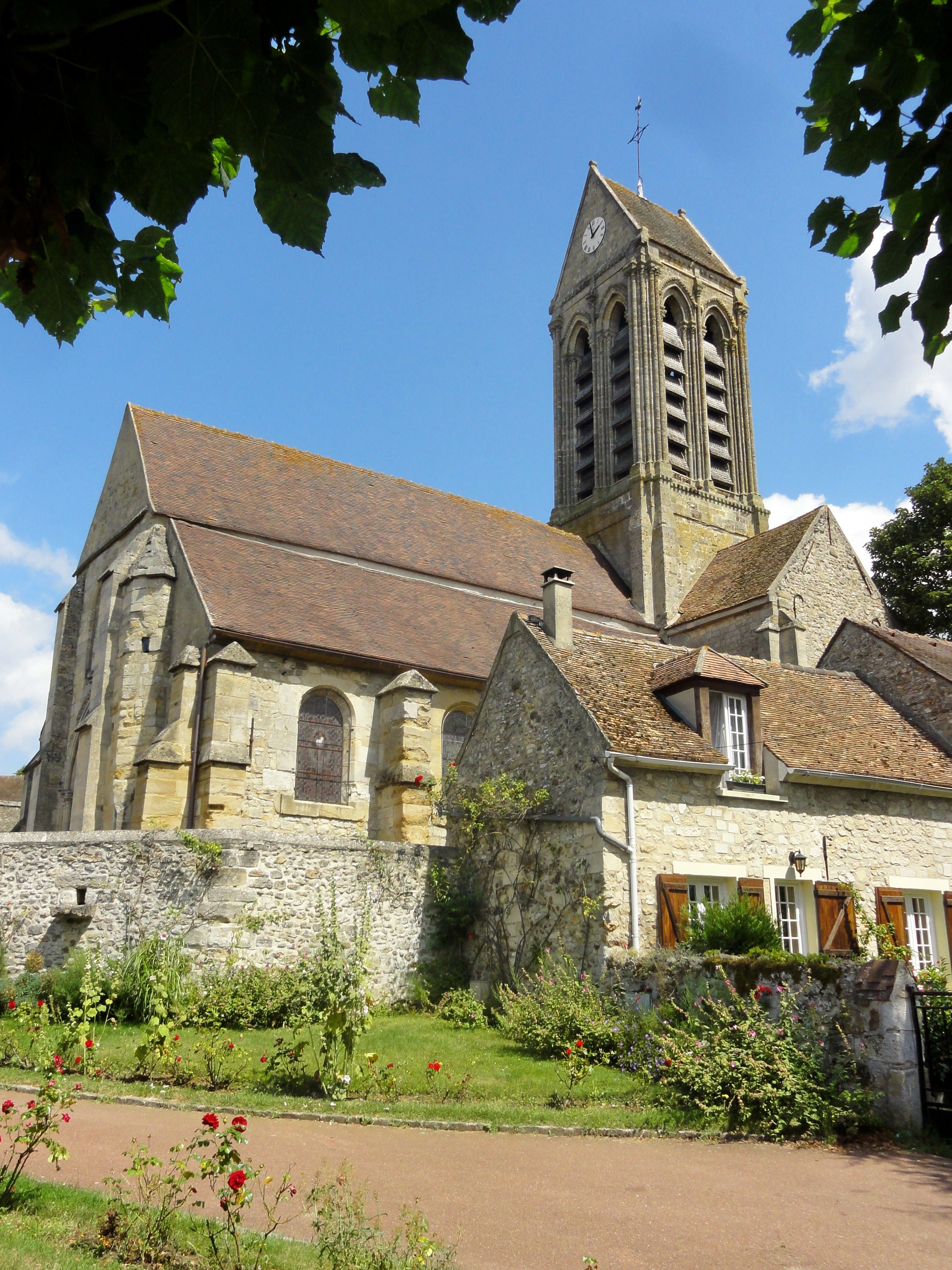
Vue depuis le sud.
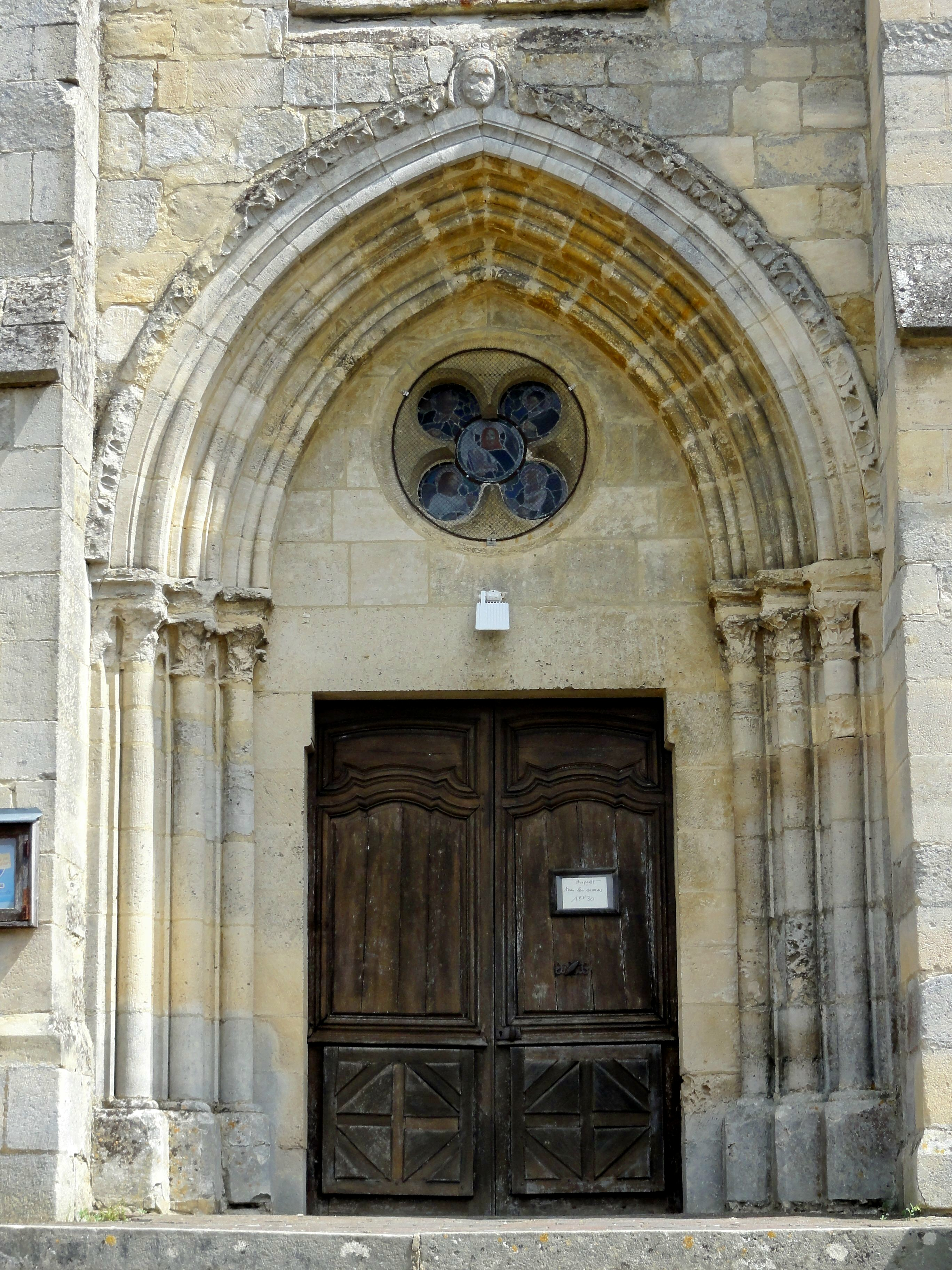
Portail occidental.
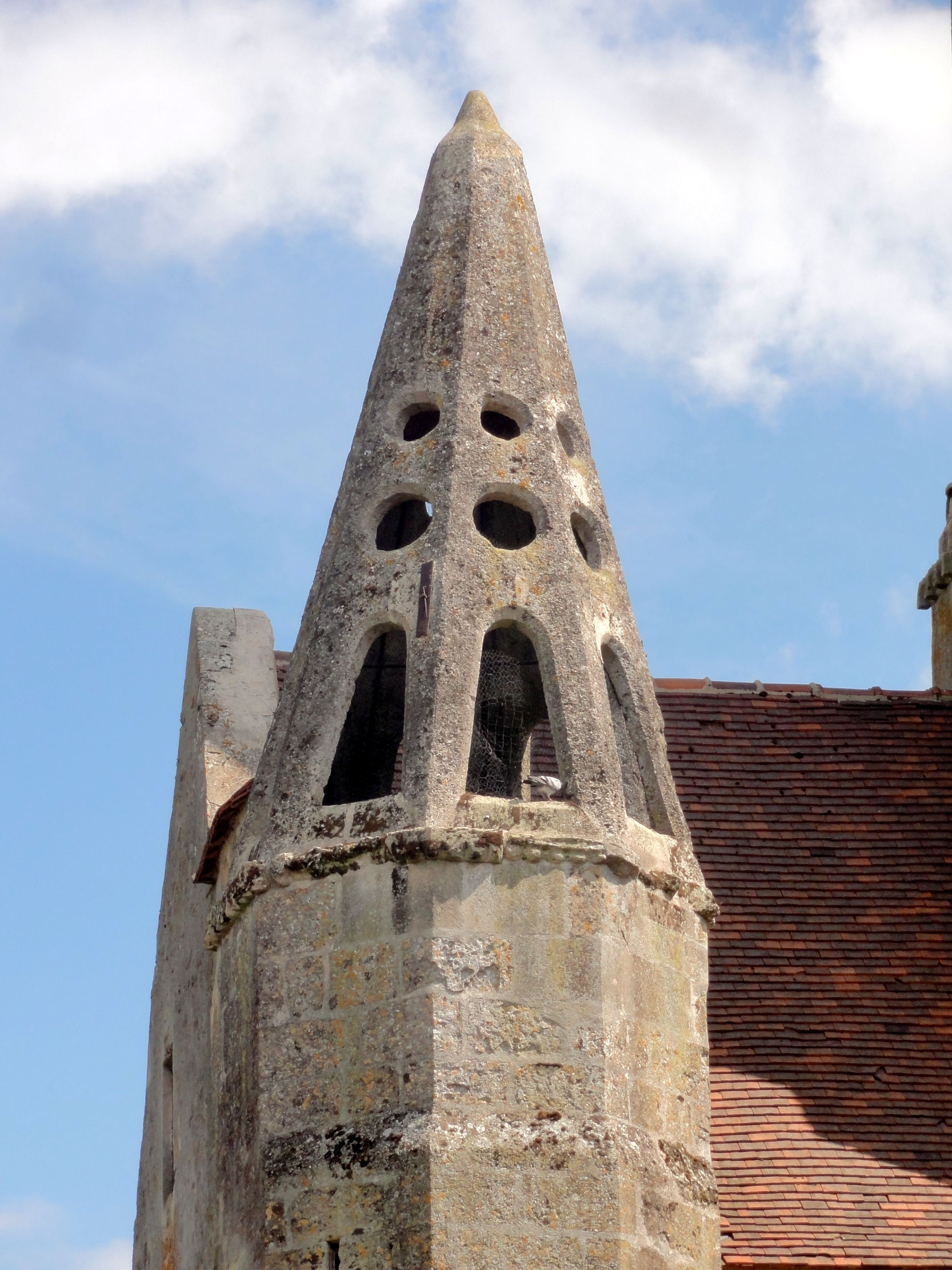
Coiffe de la tourelle d'escalier du croisillon nord.
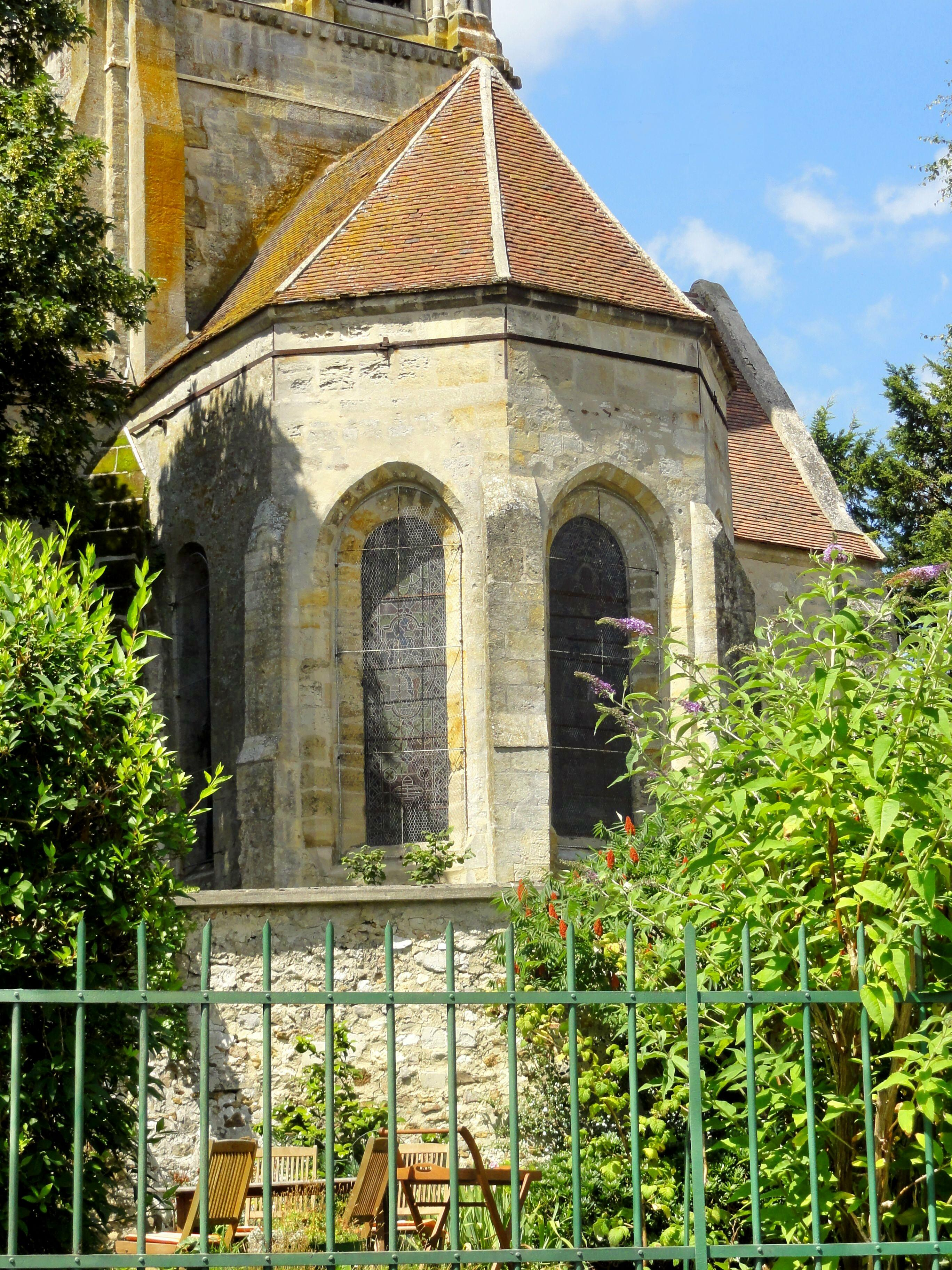
Chœur.

### Intérieur

#### Nef

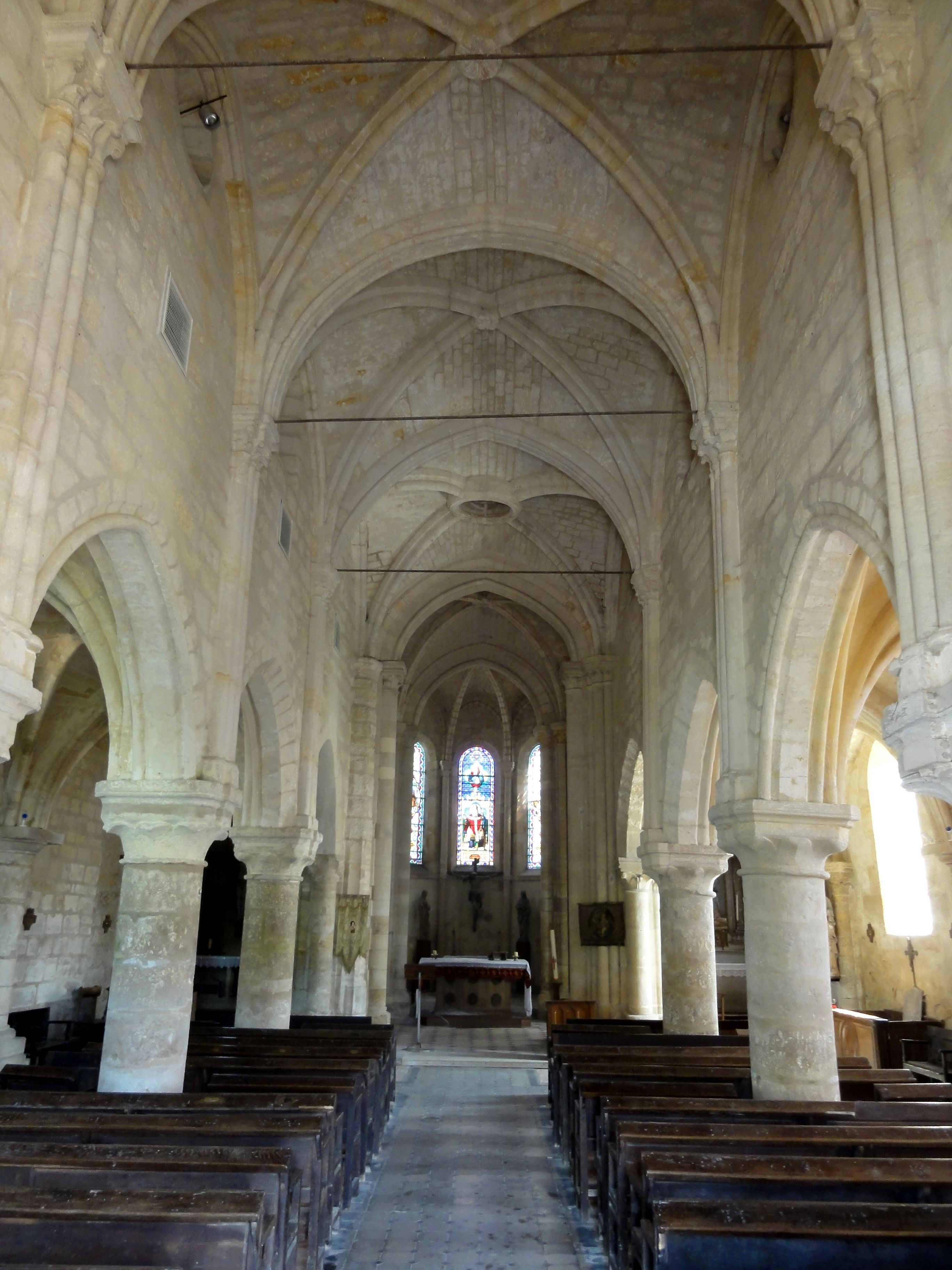
Nef, vue vers l'est.

La nef est très sombre ce qui n'est pas étonnant en l'absence de fenêtres hautes, mais l'harmonie des proportions et l'élégance sobre du style gothique primitif sont toujours bien perceptibles et exercent un effet apaisant. Les pierres de taille ou moellons régulièrement taillés sont partout apparents et d'un agréable teint clair. Cependant, les murs devaient initialement être enduits d'une fine couche de lait de chaux comme support des peintures murales qui étaient d'usage pendant tout le Moyen Âge. Des deux côtés, des grandes arcades en tiers-point assez basses s'ouvrent sur les bas-côtés. Au-dessus, suit une importante section de murs parfaitement lisses, dont la monotonie n'est interrompu que par les colonnettes supportant les ogives et doubleaux des voûtes de la nef. Les fenêtres hautes sont des oculi ronds dans les deux premières travées, comme à Frouville, Marly-la-Ville, Saint-Ouen-l'Aumône, Vallangoujard et dans le chœur de Jouy-le-Moutier. Dans les deux dernières travées, ce sont de toutes petites fenêtres en arc brisé, toutes obturées et dépourvues de toute ornementation à l'instar des oculi. Le profil des ogives, formerets, doubleaux et des grandes arcades est partout cohérent et basé sur des arêtes arrondies, avec des variations autour du motif du tore. Les ogives sont formées d'un tore reposant sur un bandeau ; les doubleaux sont au profil de deux tores dégagés d'un méplat central par des gorges ; et les grandes arcades reprennent ce même profil avec un méplat plus large. Malheureusement, la moulure de la troisième et quatrième grande arcade du nord et partiellement celle de la quatrième arcade du sud a été remplacé par du ciment.
Les doubleaux et ogives retombent de chaque côté sur trois colonnettes dont les bases reposent sur les tailloirs des grosses colonnes cylindriques isolées des grandes arcades. Les trois colonnettes sont d'un diamètre identique, et elles sont toutes placées sur le même plan qui contribue à l'effet de platitude recherché dans le traitement des parois. On retrouve le même procédé à Beaumont-sur-Oise, Bréançon, Champagne-sur-Oise et Champeaux. Puisque les doubleaux sont plus larges que les ogives, la partie supérieure de la corbeille de leurs chapiteaux se développe davantage en largeur. Les chapiteaux du second ordre sont sculptés de crochets et se partagent un même tailloir, dont la partie centrale incombant aux doubleaux est proéminent et plus large. Cette solution est assez originale et témoigne d'une recherche stylistique pour rendre les supports des hautes-voûtes les plus gracieux possible et les faire contraster avec le caractère solide des piliers des grandes arcades. La qualité et la plasticité de la sculpture des chapiteaux des grandes arcades, qui sont décorées de feuilles plates ou de crochets seulement ébauchés, n'est par contre pas à la hauteur. Leurs tailloirs sont carrés aux angles abattus. Aux extrémités des grandes arcades, les chapiteaux et piliers sont de dimensions réduites car ils ne reçoivent pas les colonnettes correspondant aux voûtes de la nef : celles-ci retombent ici jusqu'au sol sans interposition de chapiteaux. Quelques particularités sont à relever. La voûte de la dernière travée est percée d'un orifice pour permettre l'échange des cloches, bien que le clocher soit situé au-dessus du carré du transept. À gauche de l'arc triomphal vers la croisée du transept, un massif de maçonnerie a remplacé les trois colonnettes qui existent encore en face. Exception faite des dimensions, l'arc triomphal est sinon analogue aux grandes arcades. À l'extrémité occidentale de la nef, un renfoncement voûtée en berceau s'ouvre entre deux courtes colonnettes au-dessus du portail. Il compense la profondeur du portail et n'est pas assez profond pour servir de tribune.

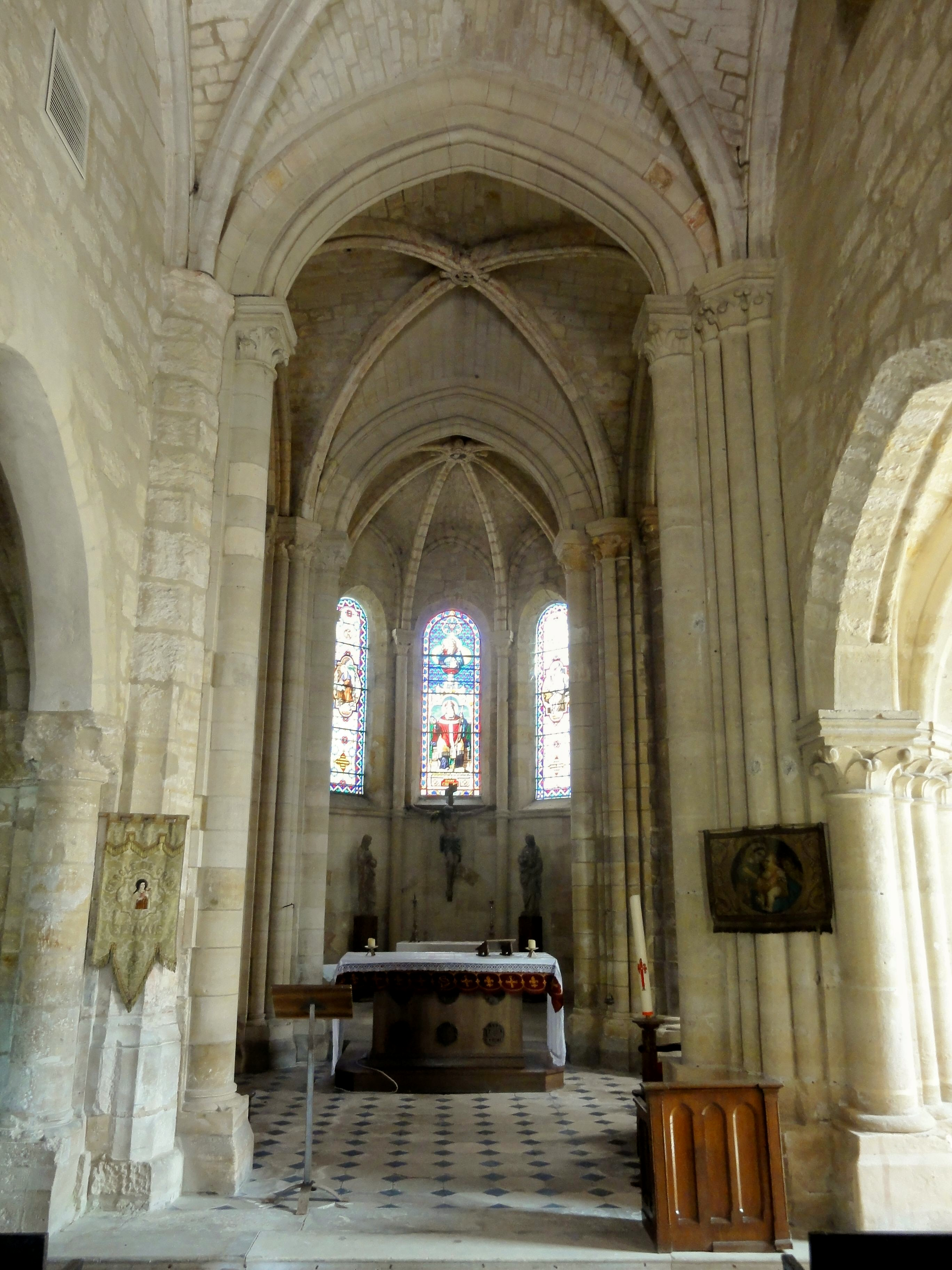
Arc triomphal.
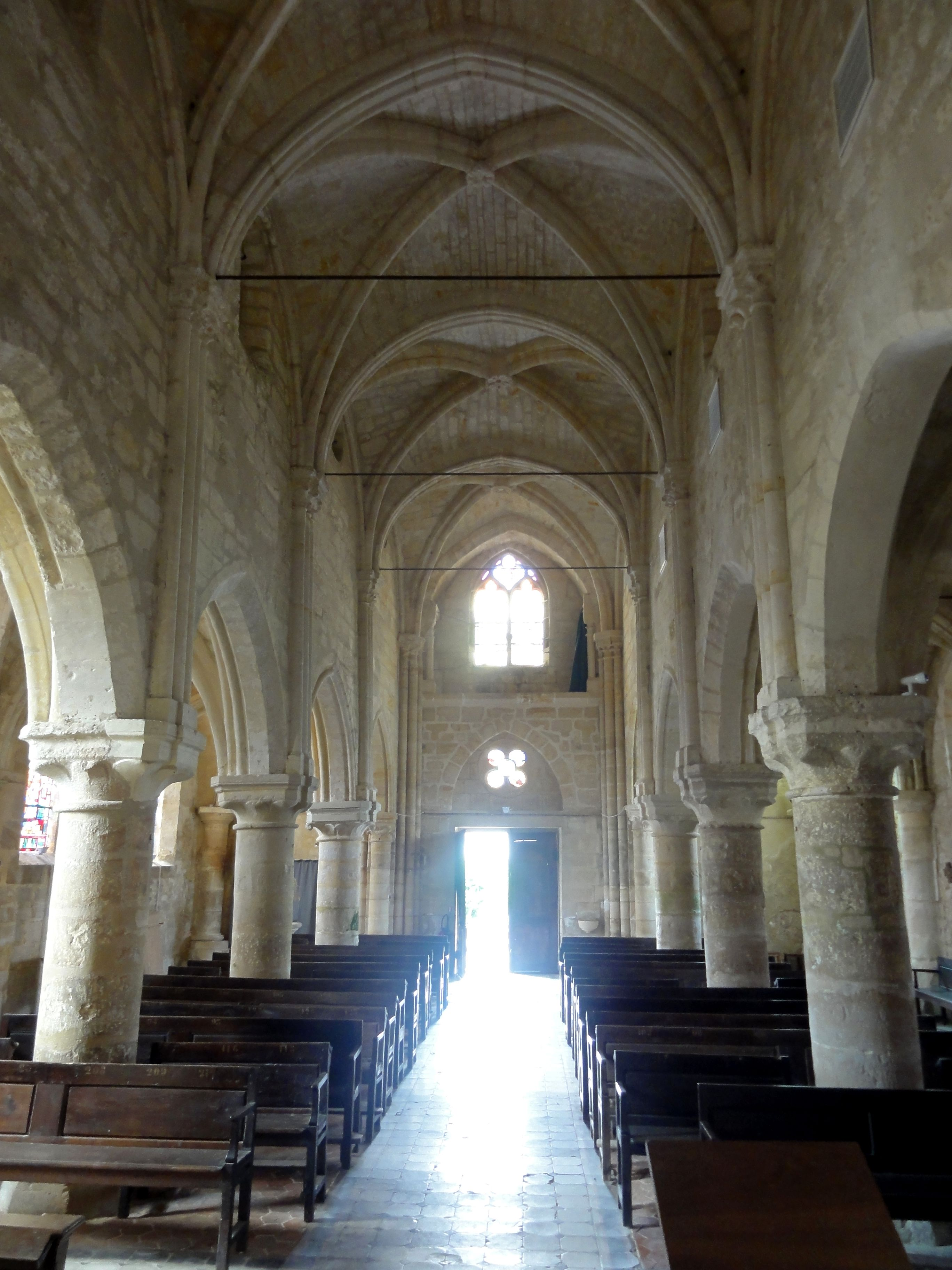
Nef, vue vers l'ouest.
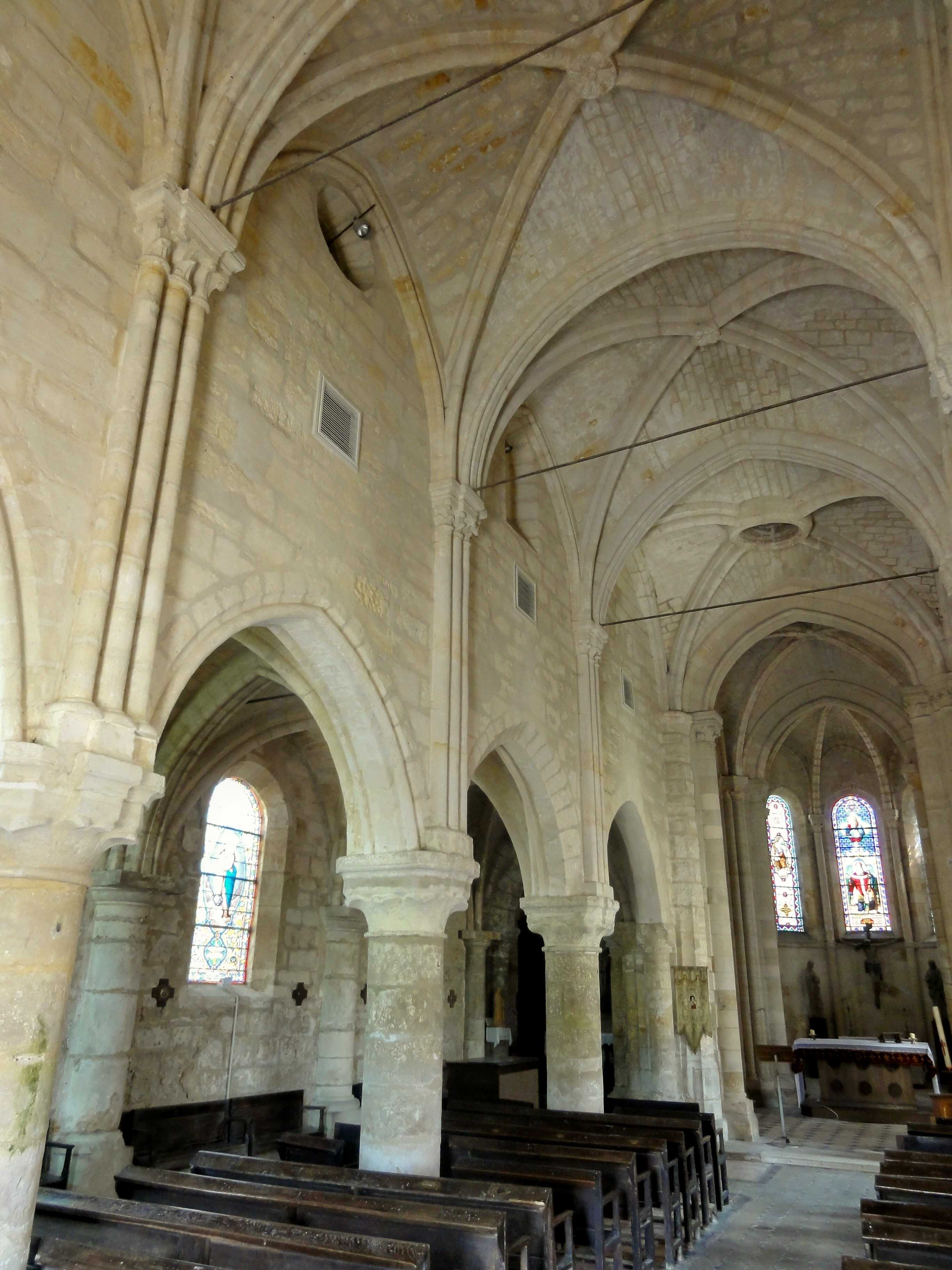
Nef, côté nord.
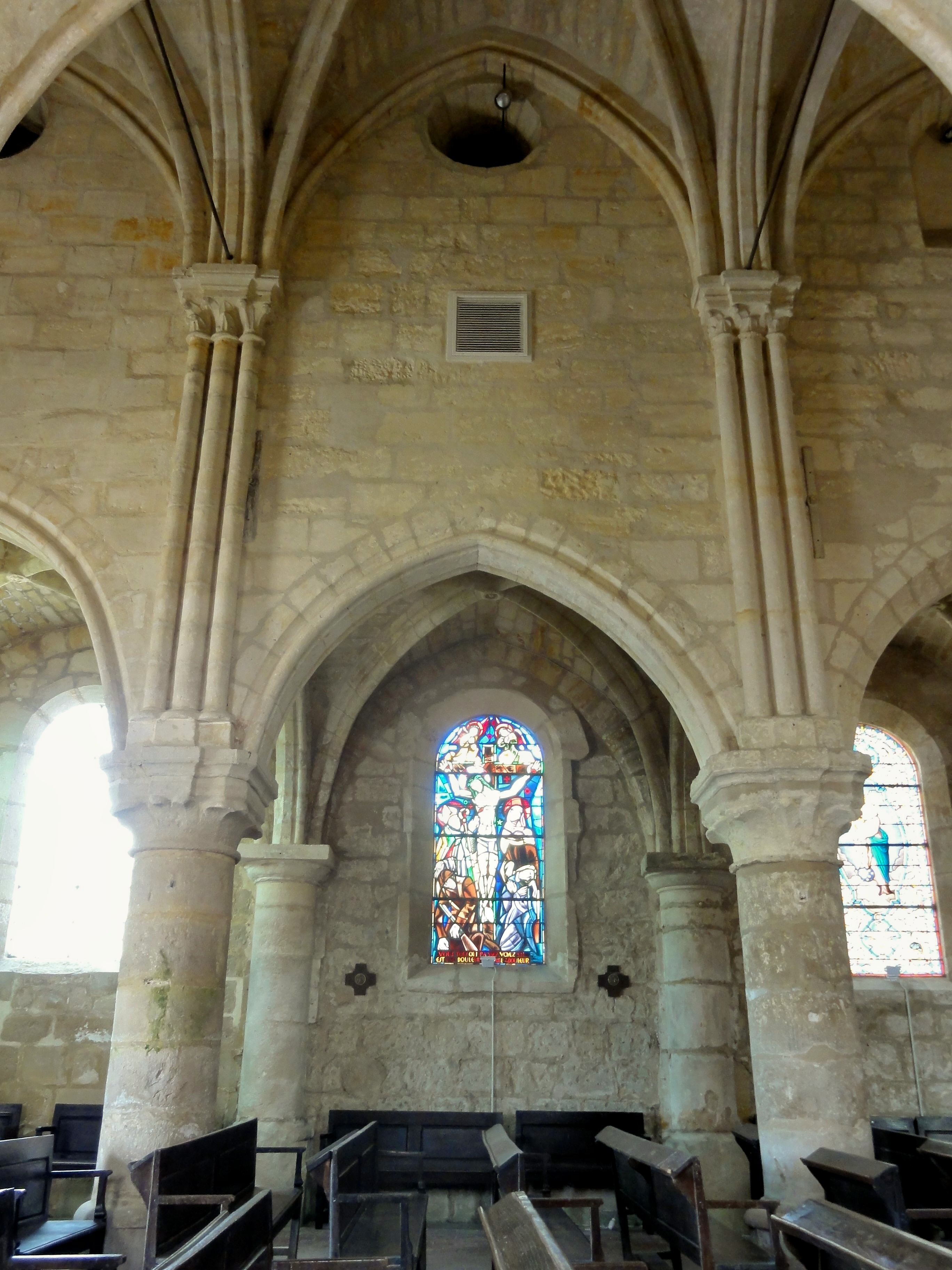
2e travée, côté nord.
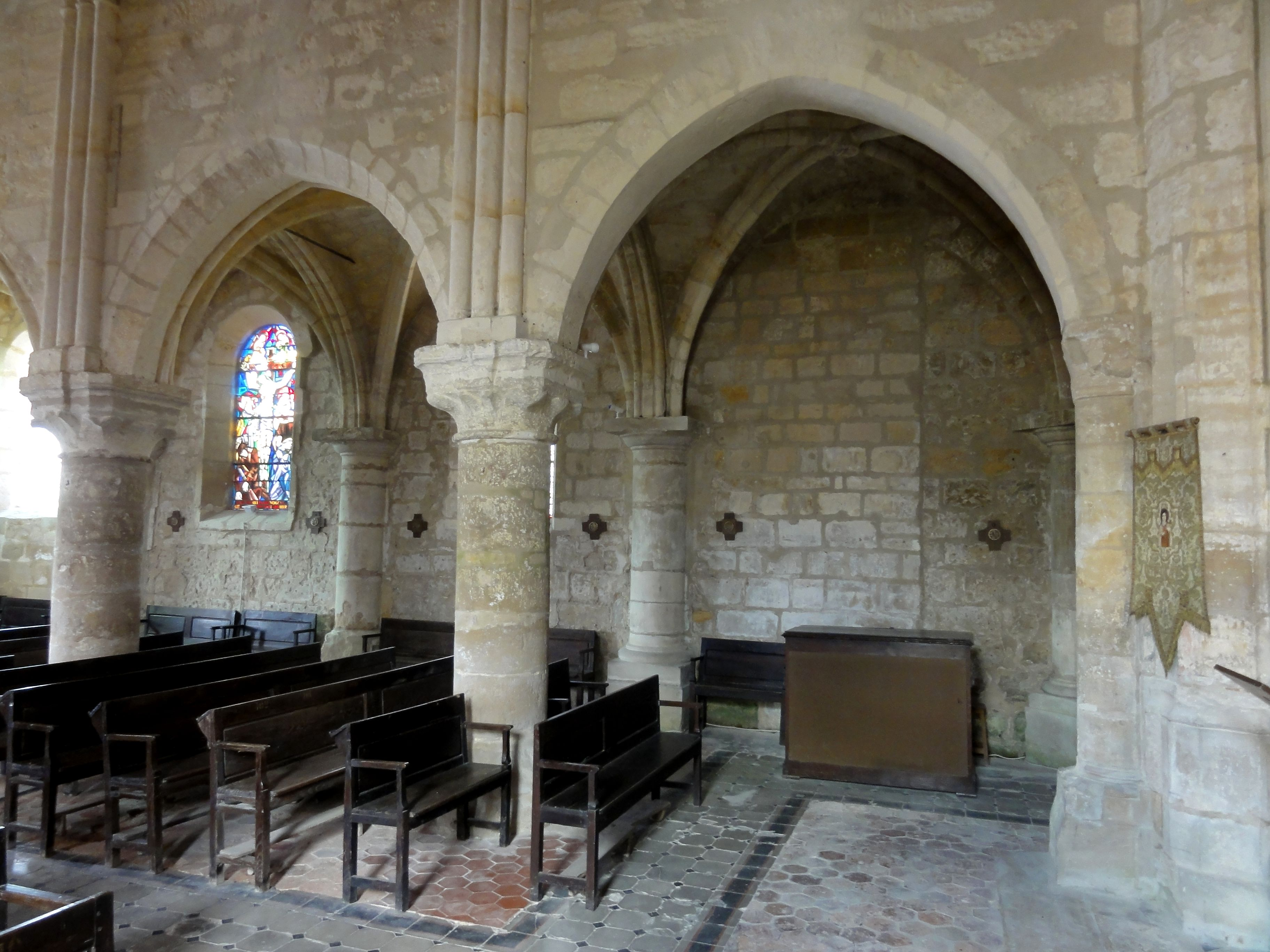
Grandes arcades retochées.
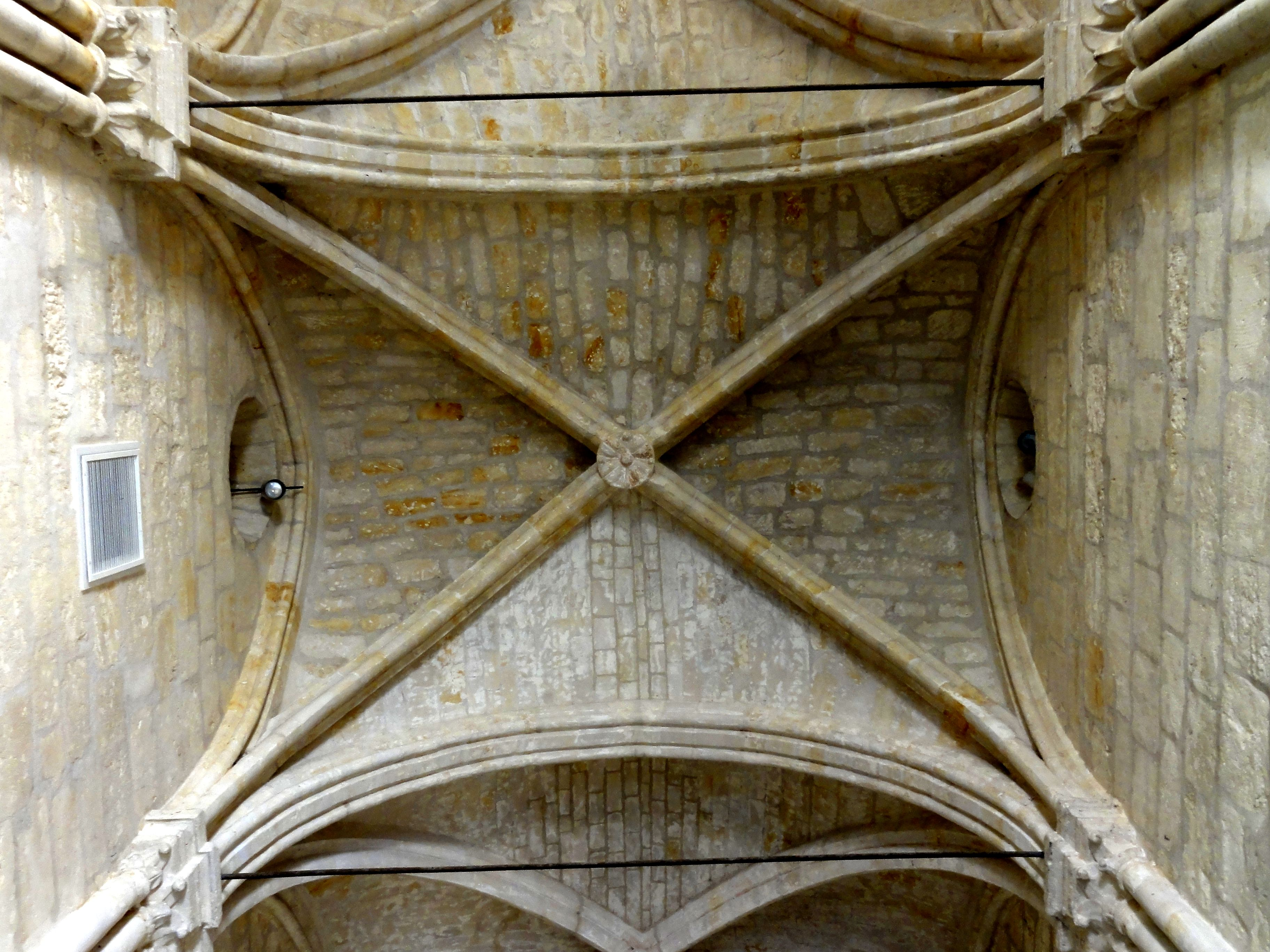
Voûte de la 2e travée.

#### Bas-côtés

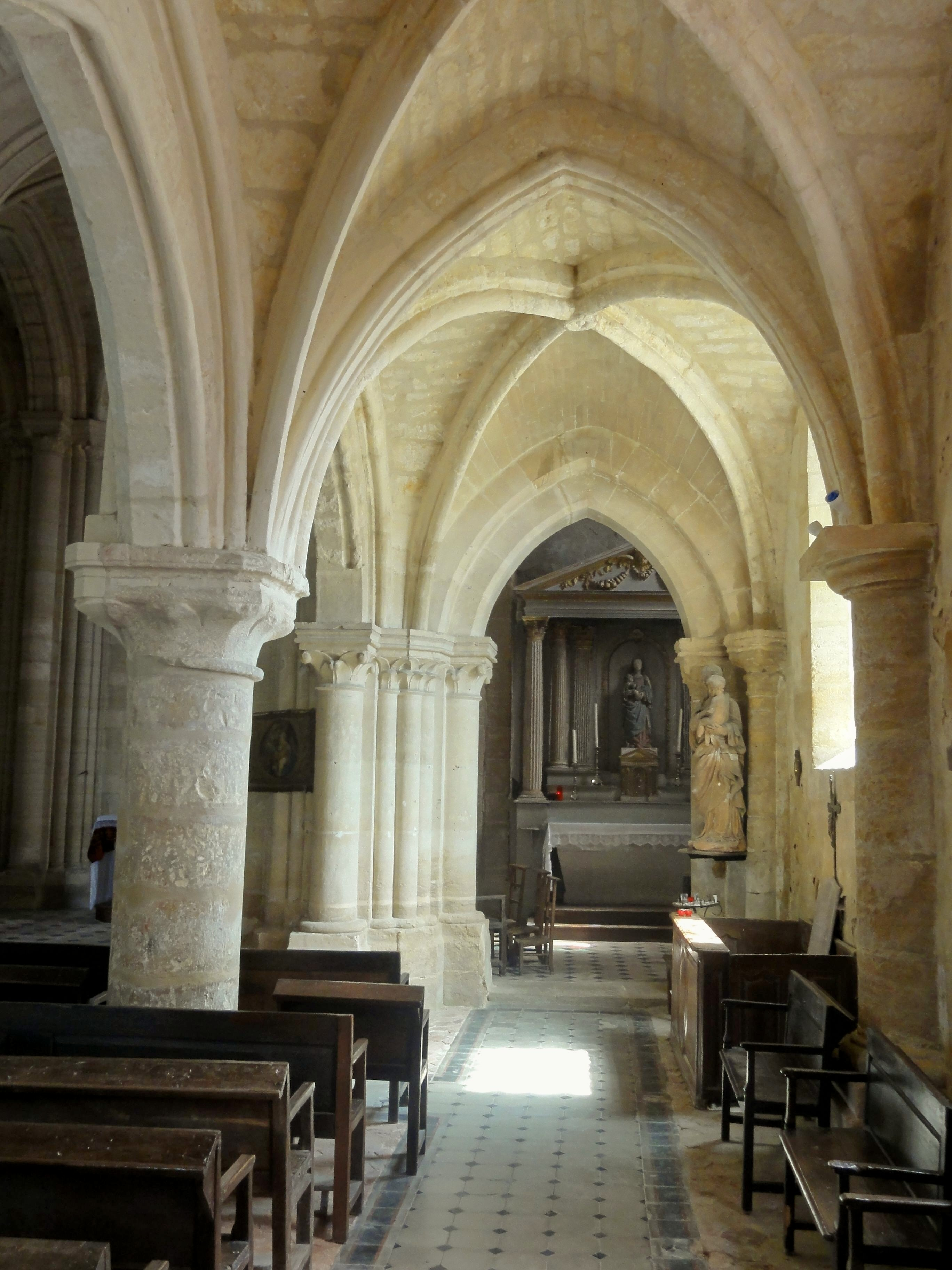
Bas-côté sud, vue vers l'est.

Les bas-côtés, de même longueur que la nef, gardent de l'époque de sa construction les grandes arcades, les voûtes, le mur occidental et le mur septentrional. Tous les supports le long des murs du nord et du sud ont été refaits, les fenêtres du mur nord ont été repercées et le mur du sud a été complètement rebâti avec les mêmes fenêtres en plein cintre sans mouluration qu'au sud. D'importants efforts ont donc été faits par les architectes du XVIe siècle et du XVIIIe siècle pour conserver les voûtes grâce à une délicate reprise en sous-œuvre. Seulement les formerets ont fait les frais de ce remaniement ; il n'en reste plus que dans les deux dernières travées du nord. Dans d'autres églises, on n'a pas hésité de sacrifier les voûtes quand la reconstruction des murs s'avéra nécessaire, comme dans l'église Saint-Aubin d'Ennery. Parfois, des réparations à la fin de la Renaissance ou sous la période classique ont donné un résultat similaire qu'à Grisy-les-Plâtres, comme dans le vaisseau central de l'église Notre-Dame-de-l'Assomption de Haravilliers. — Les ogives et doubleaux ont exactement le même profil que dans la nef et l'homogénéité de l'édifice reste mieux préservé que ne le laissent présager les importantes transformations visibles depuis l'extérieur. Il est à noter que certaines voûtes sont dépourvues d'une clé de voûte apparente, les ogives se croisant simplement au sommet de la voûte. Au début et à la fin des grandes arcades, celles-ci retombent sur des chapiteaux plus petits, et des groupes de trois colonnettes qui se partagent un même tailloir reçoivent la retombée des doubleaux secondaires des grandes arcades, des ogives et du rang de claveaux assumant le rôle de formerets le long du mur occidental. Le long des murs gouttereaux, les supports sont désormais des colonnes ou demi-colonnes cylindriques appareillées en tambour. Leurs chapiteaux ne se composent que d'une scotie et d'une courte corbeille non sculpté, et une simple tablette carrée non moulurée sert de tailloir. Cette disposition n'est pas optimale sur le plan esthétique, mais au moins les colonnes issues du remaniement rappellent vaguement celles des grandes arcades. Restent à mentionner les arcades vers les croisillons, qui contrairement aux autres sont plus archaïques et reposent sur des chapiteaux analogues à ceux au début et à la fin des grandes arcades. L'arcade vers le croisillon nord n'est pas du tout moulurée ; celle vers le croisillon sud se compose de deux rangs de claveaux simplement chanfreinés.

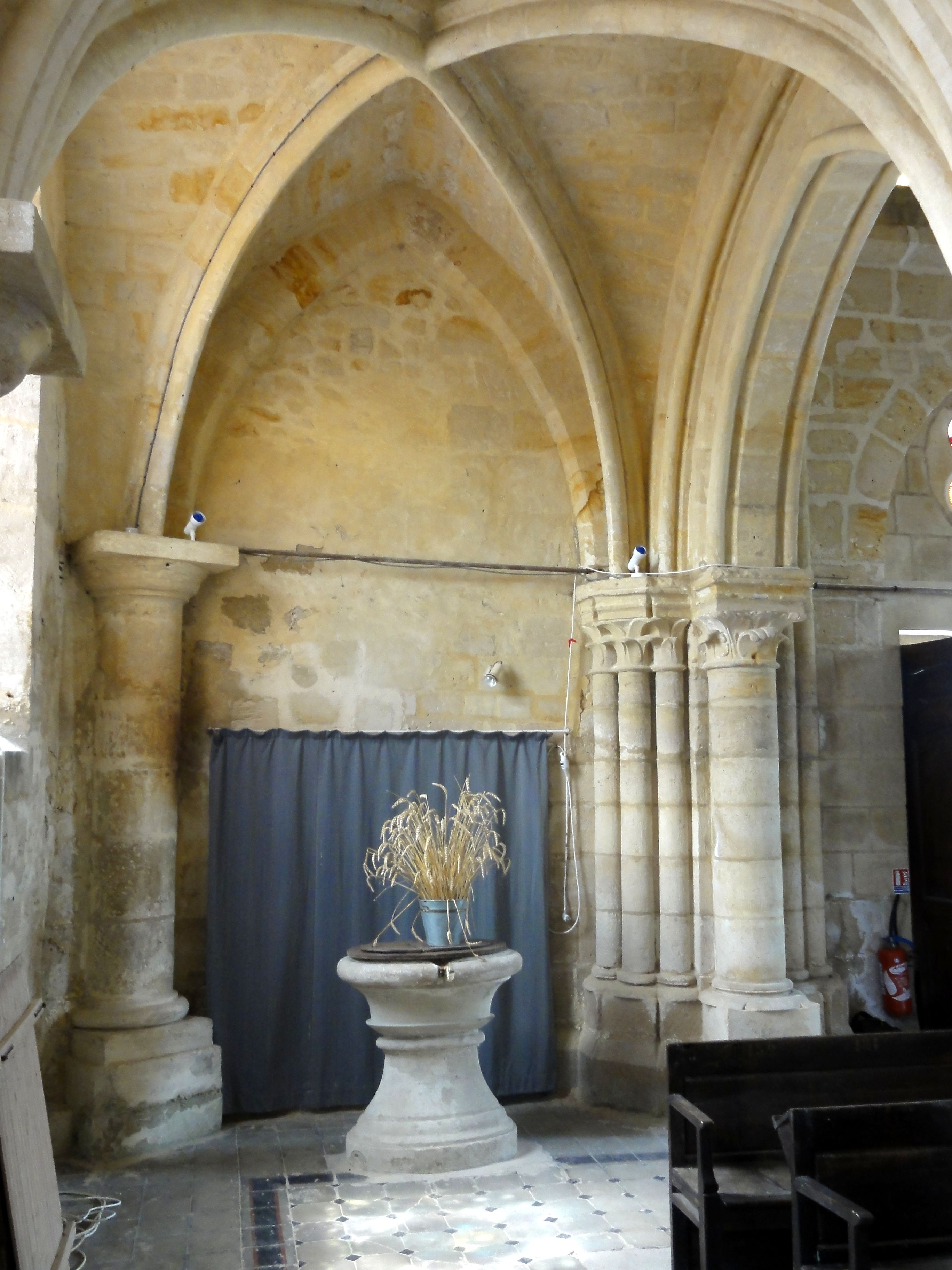
Bas-côté sud, chapelle baptismale (1re travée).
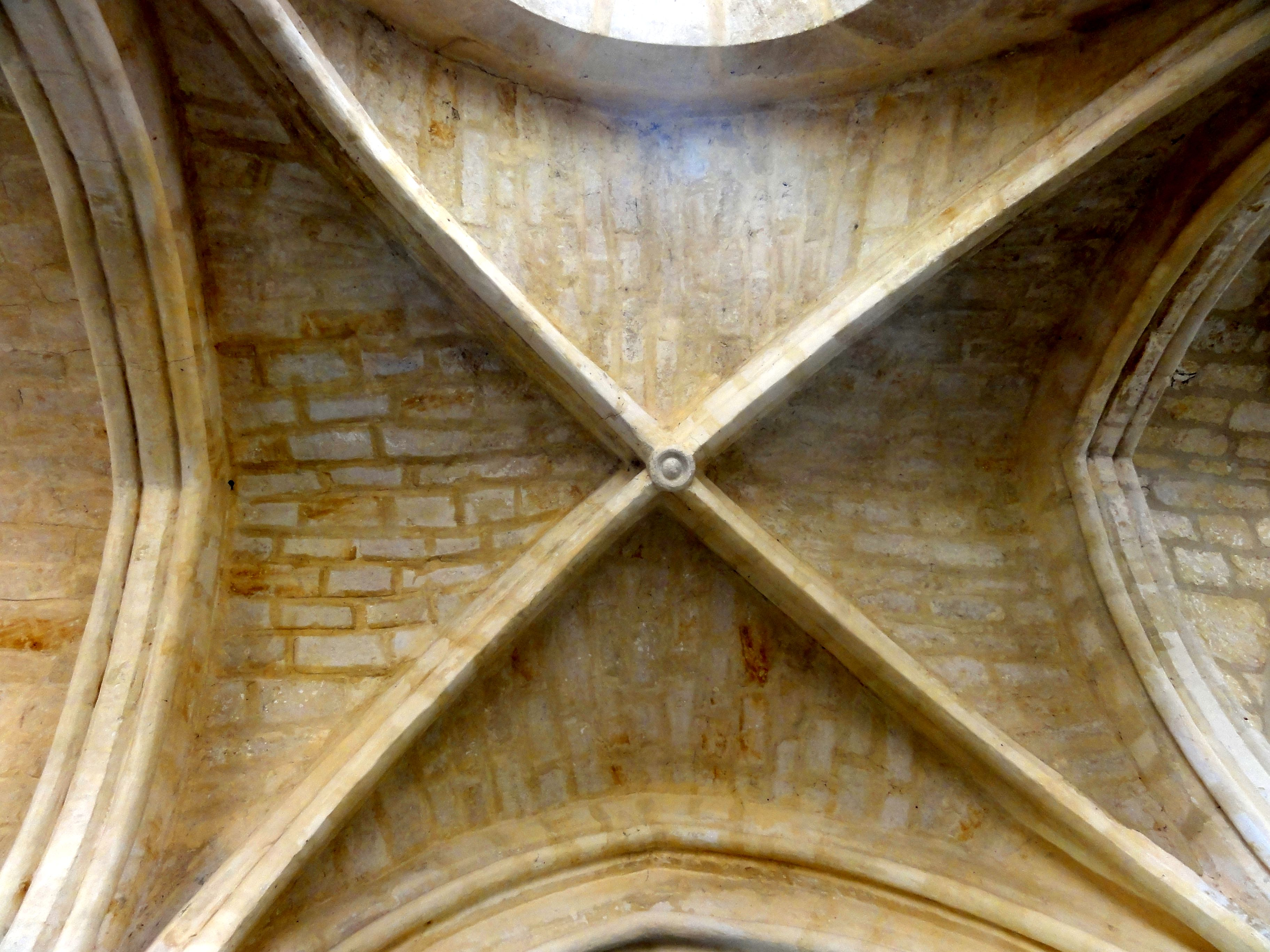
Bas-côté sud, voûte de la 2e travée.
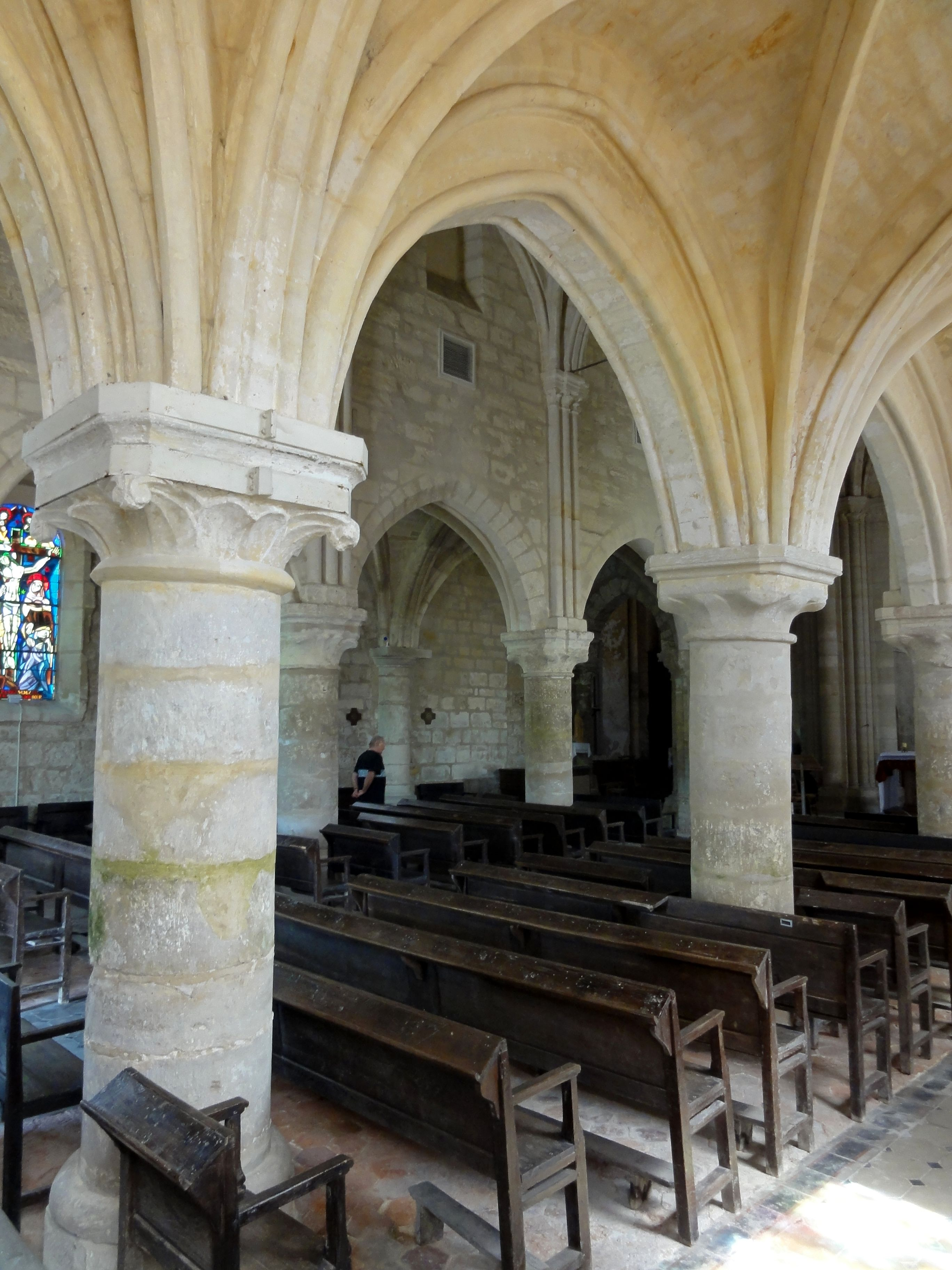
Vue par la 2e grande arcade du sud.
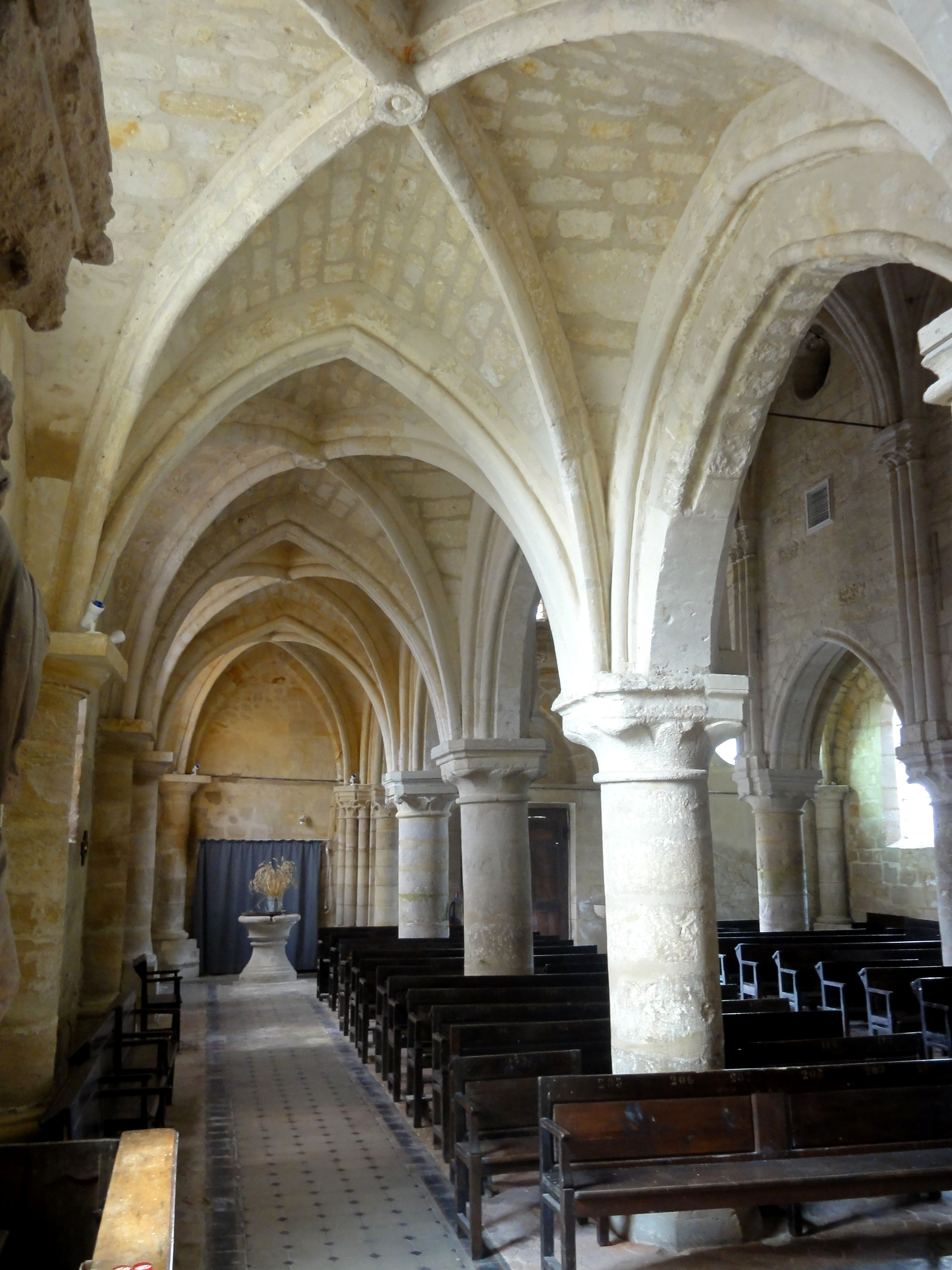
Bas-côté sud, vue vers l'ouest.
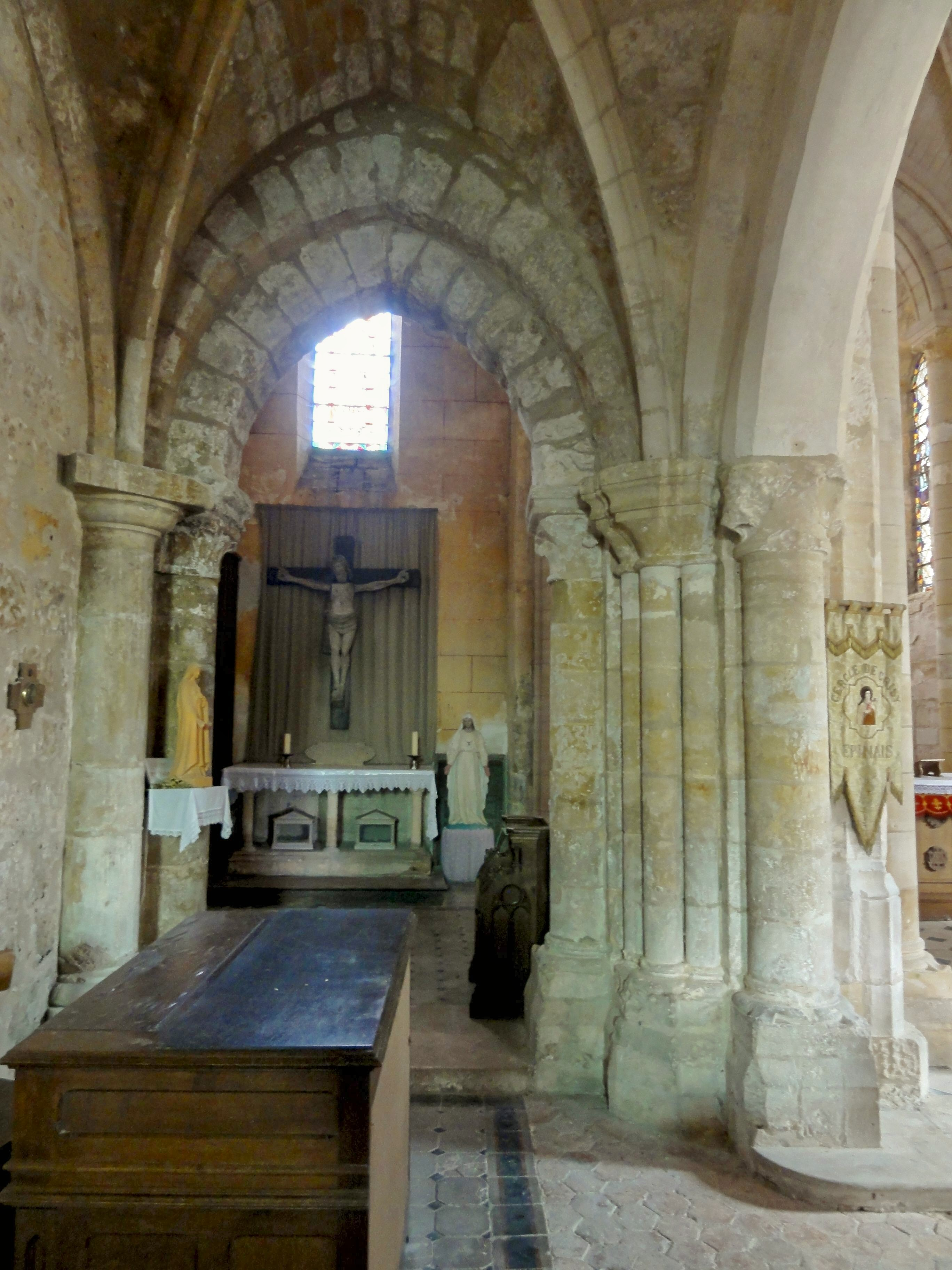
Bas-côté nord, vue vers l'est.
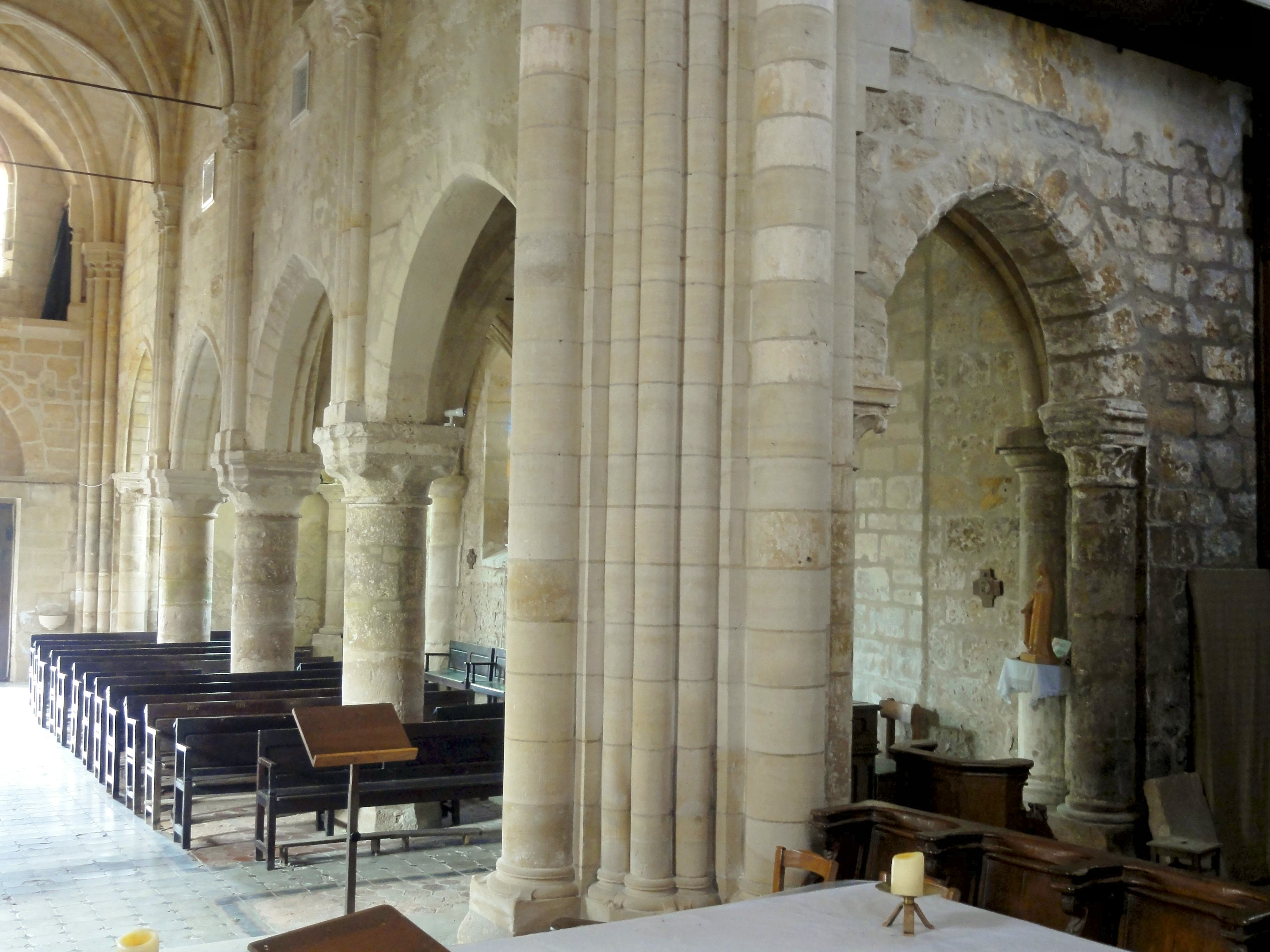
Croisée, vue sur le bas-côté nord.

#### Transept

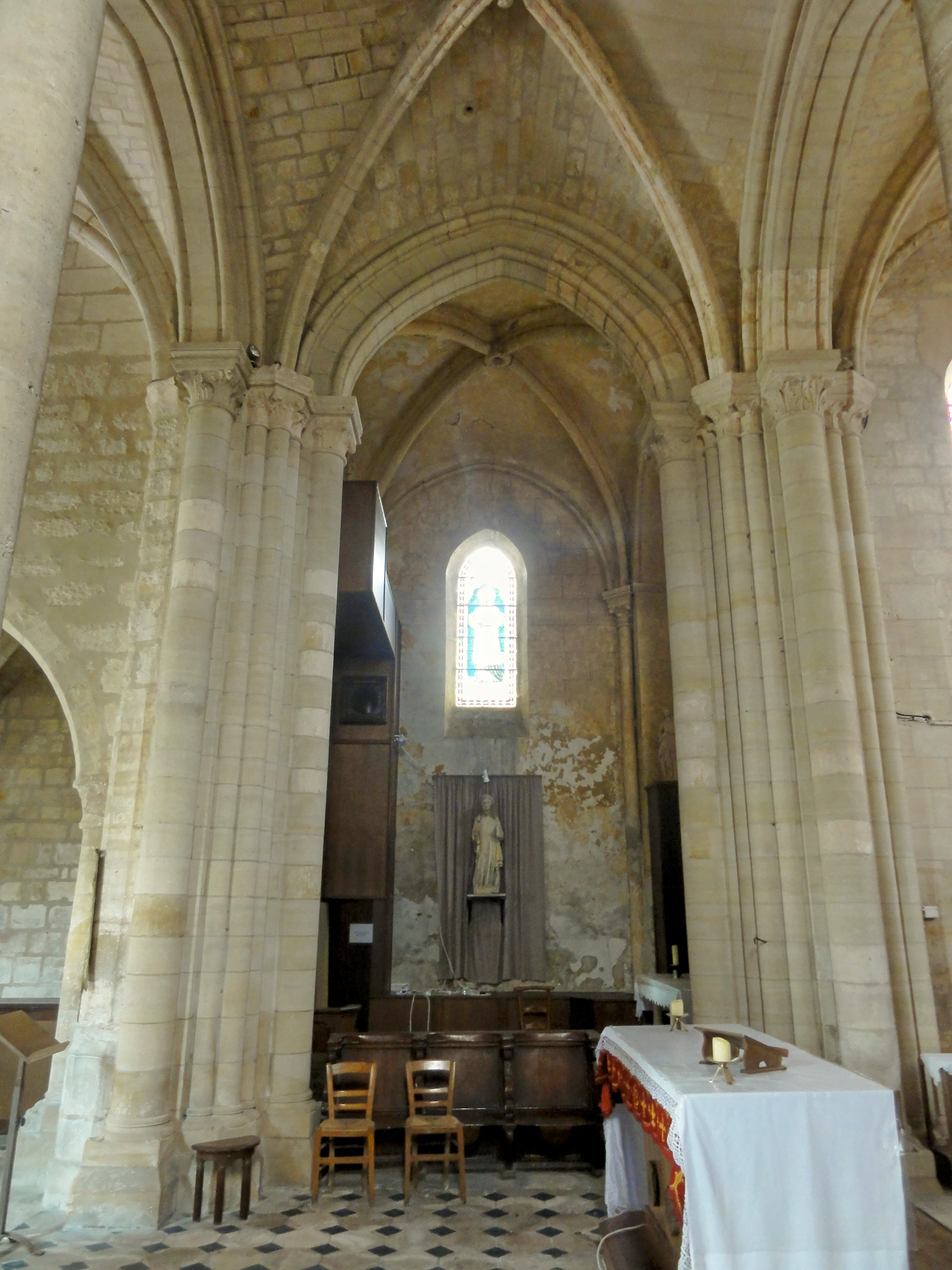
Transept, vue sud-nord.

La croisée du transept s'ouvre de tous les côtés par de hautes arcades en tiers-point. Leur mouluration est la même que celle des grandes arcades, et le diamètre des demi-colonnes et colonnettes est analogue au début et à la fin des grandes arcades. Les arcades reposent sur des demi-colonnes, et les doubleaux secondaires ainsi que les ogives sur trois colonnettes. Les deux piles occidentales sont donc cantonnées de quatre de demi-colonnes et de douze colonnettes ; pour les piles orientales, il faut soustraire trois colonnettes car le chœur n'a pas de collatéraux. Le noyau cruciforme des piles affleure à côté des demi-colonnes. En regardant les chapiteaux de crochets en hauteur, l'on s'aperçoit que leurs tailloirs sont fortement saillants, et restent en même temps à moitié libres : seulement leur partie postérieure est fonctionnelle et reçoit la retombée des nervures et arcades. C'est donc le noyau des piles qui supportent la majeure partie du poids de la voûte. Les supports sont donc surdimensionnés, sans pour autant être encombrants hors mesure. En ce qui concerne le profil des ogives de la croisée, elle diffère de celui employé dans la nef, les bas-côtés et les croisillons ; ce sont deux tores séparés d'une arête. La clé de voûte ajourée est entourée de deux têtes humaines et de deux têtes d'animaux ; il reste des traces de polychromie pour souligner, par exemple, les lèvres.
Si les croisillons reprennent le profil des ogives de la nef, ainsi que la même logique pour l'agencement des supports du côté de la croisée, une simplification est intervenue aux extrémités nord et sud. Ici, une seule colonnette logée dans les angles reçoit à la fois une ogive et deux formerets. Sous les formerets, les murs orientaux présentent des niches de très faible profondeur voûtées en berceau. Bernard Duhamel pense qu'il s'agit du signe d'un agrandissement projeté mais finalement non réalisé. Mais de telles niches sont tout à fait courantes, et le chœur, contemporain du reste de l'église, n'est pas conçu pour être accompagné de bas-côtés. Il aurait donc dû s'agir d'absidioles, qui ne sont en principe plus à la mode au début du XIIIe siècle. Contrairement à la nef et aux bas-côtés, les murs des croisillons n'ont pas été décapés, et un décor en faux appareil subsiste au nord, alors que le croisillon sud est peint en bleu nuit avec de petites étoiles dorées, décor moderne aujourd'hui très dégradé. Les fenêtres du croisillon nord sont des lancettes simples en tiers-point ; celles du croisillon sud sont en plein cintre et curieusement non centrées. Ici des bandeaux ornent les murs au niveau des impostes.

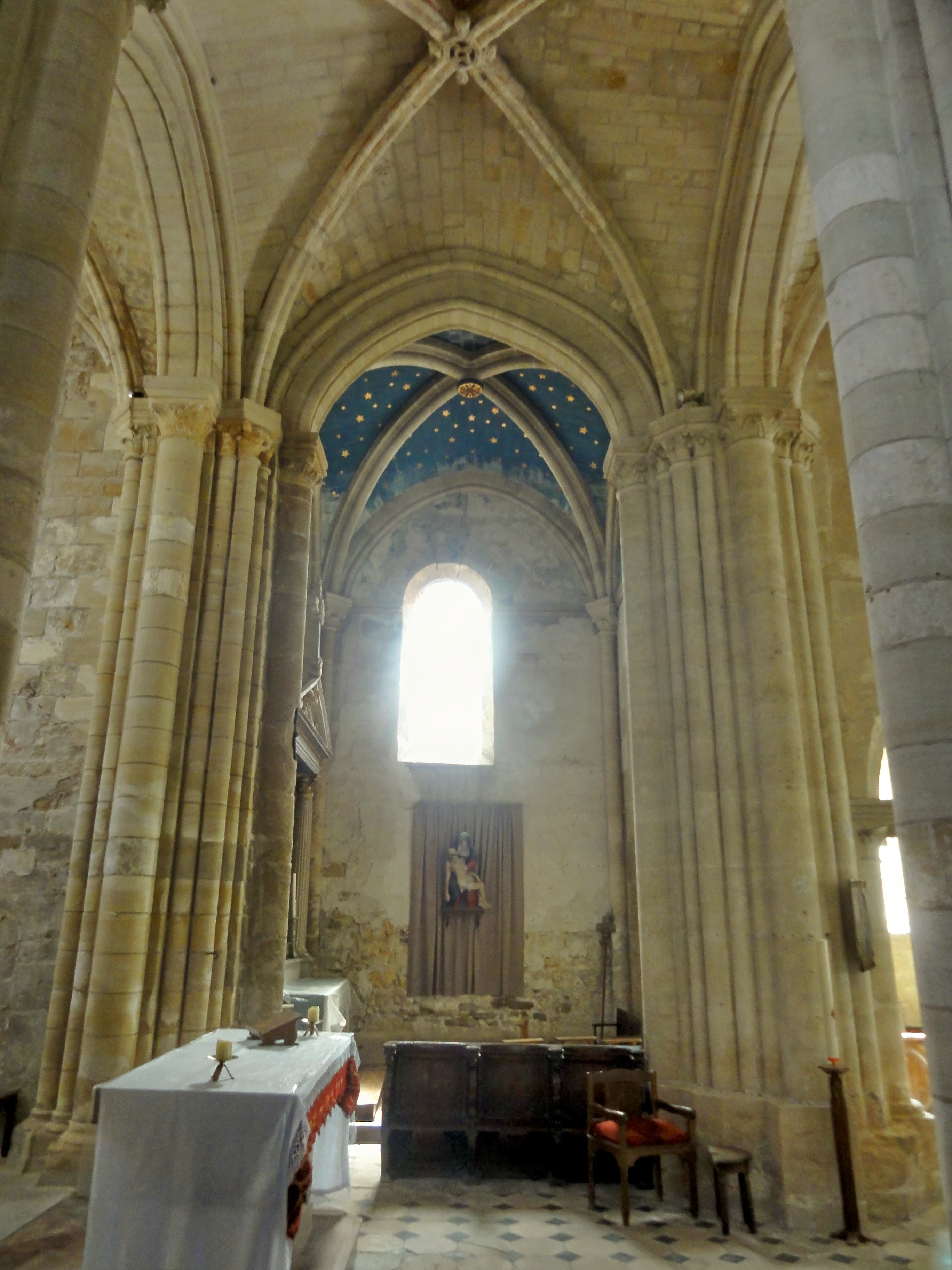
Transept, vue nord-sud.
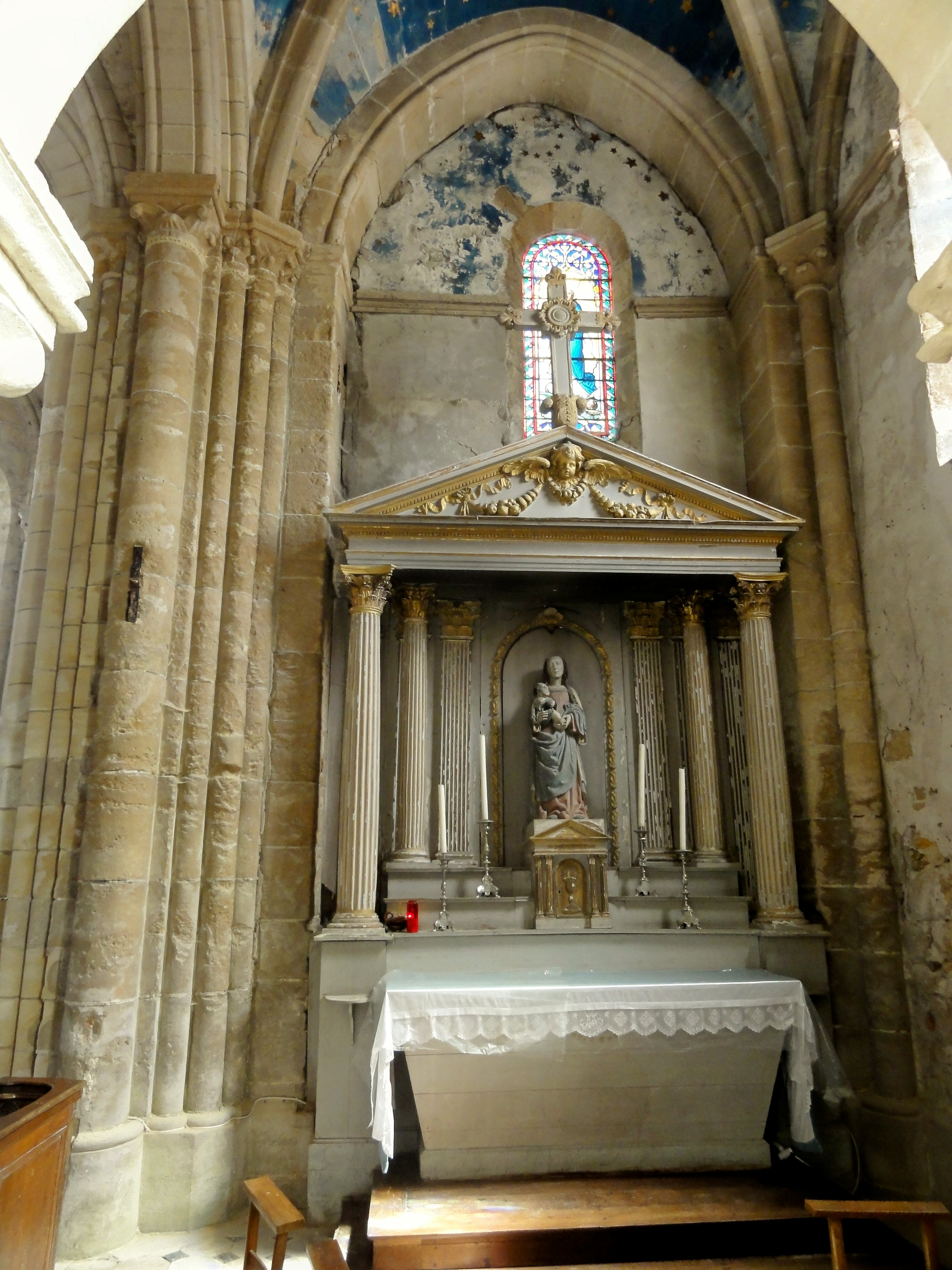
Croisillon sud, côté est - autel de la Vierge.
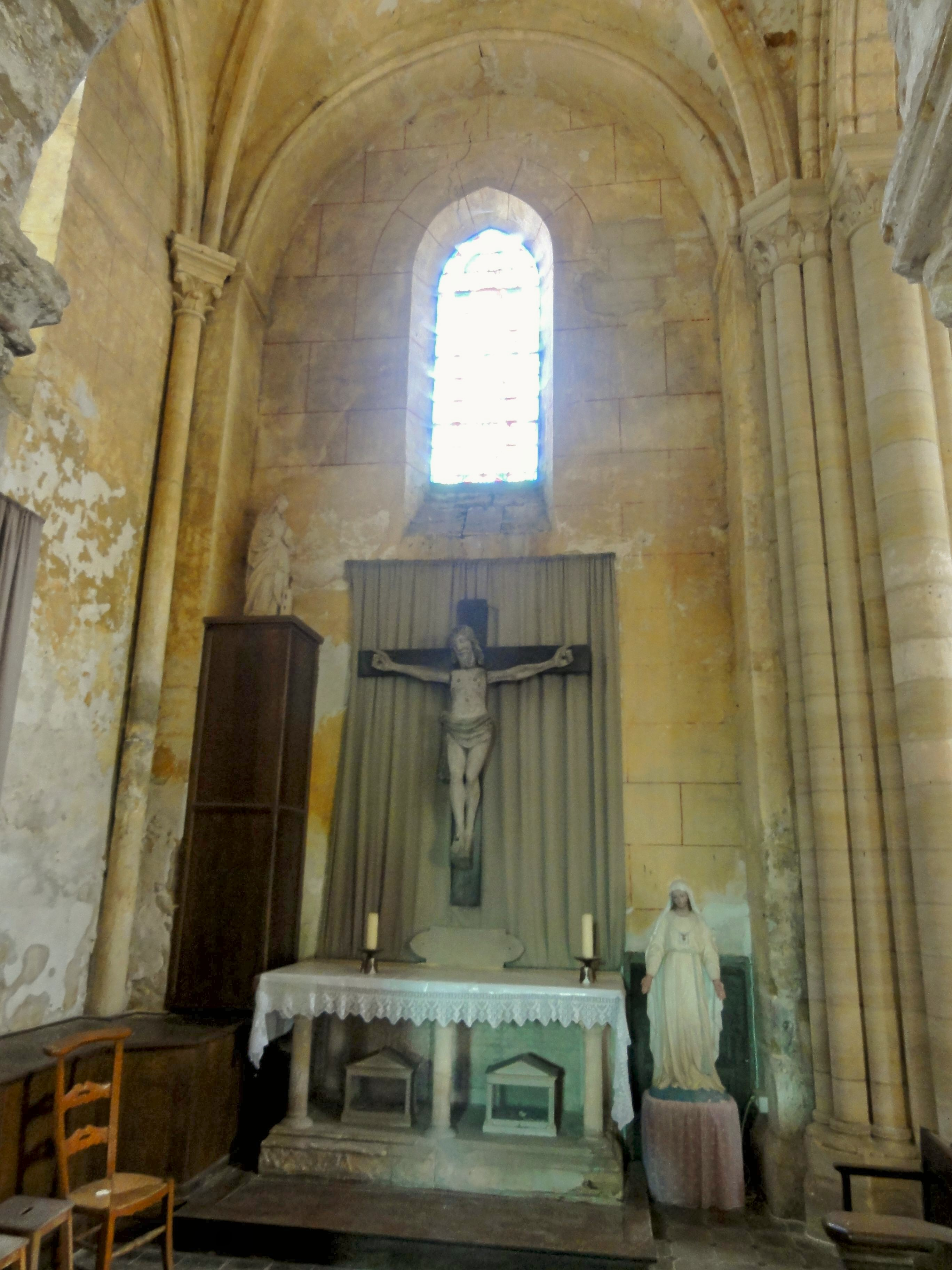
Croisillon nord, côté est.
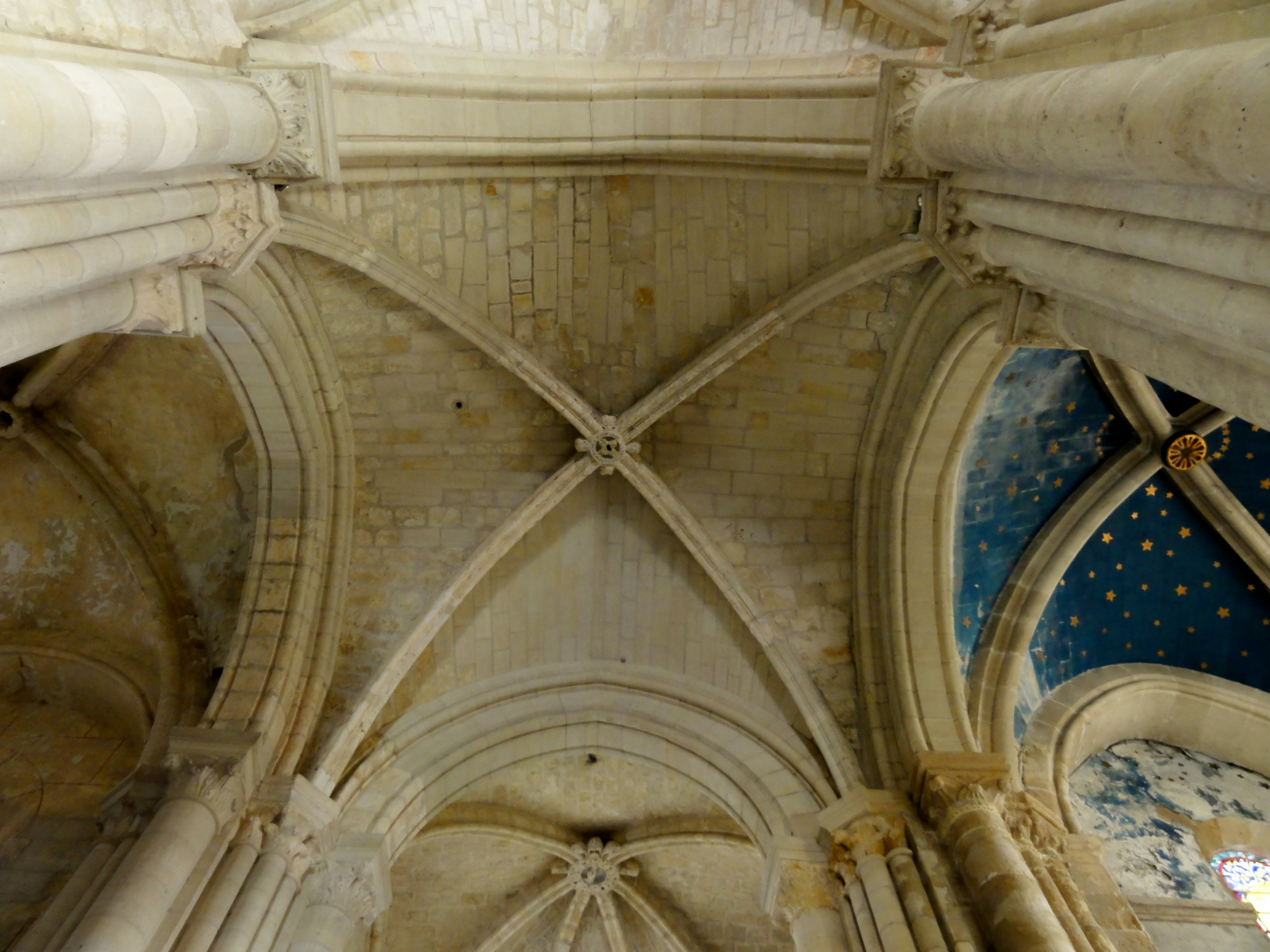
Voûte de la croisée.
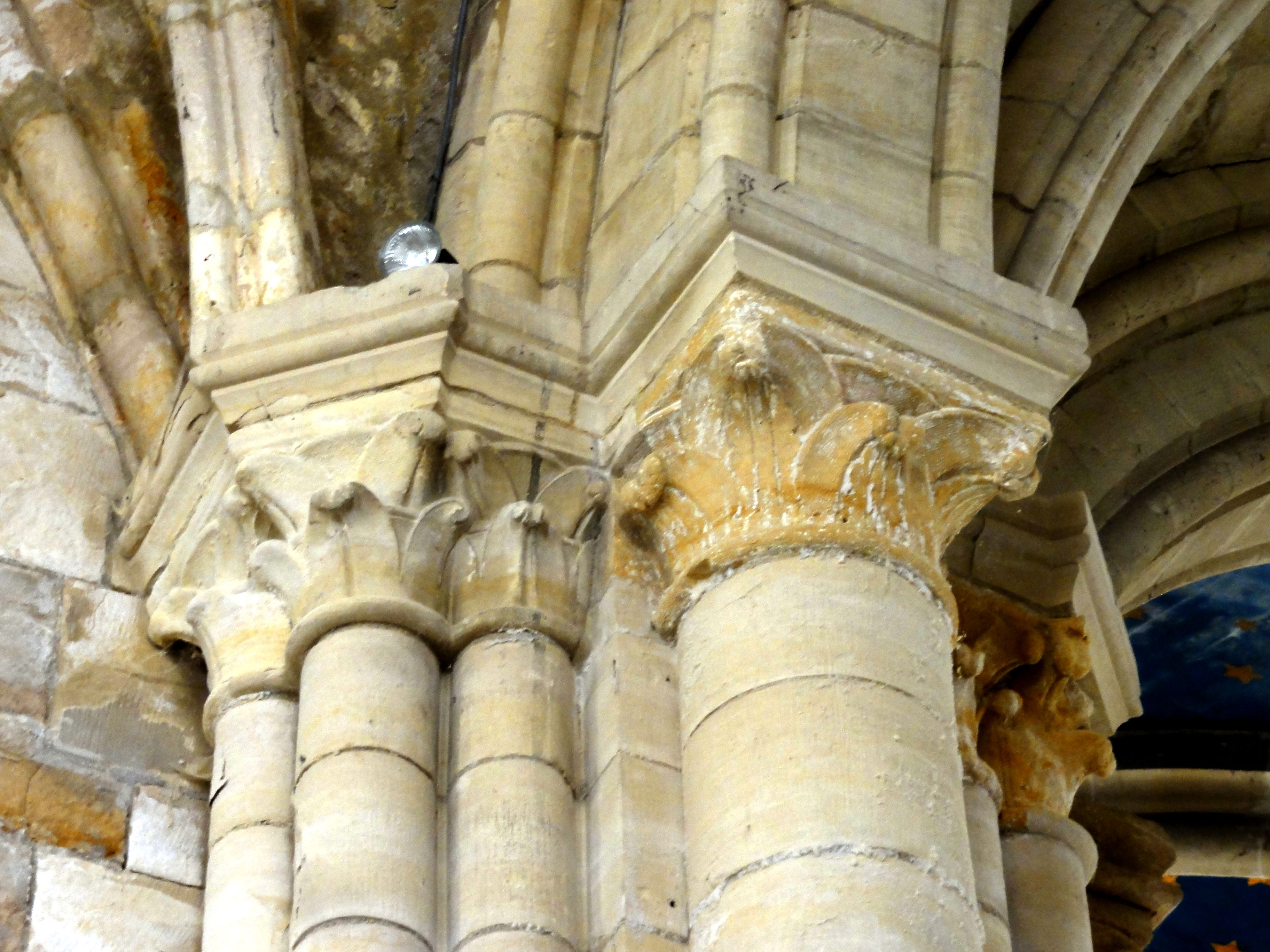
Chapiteaux de la pile sud-est.
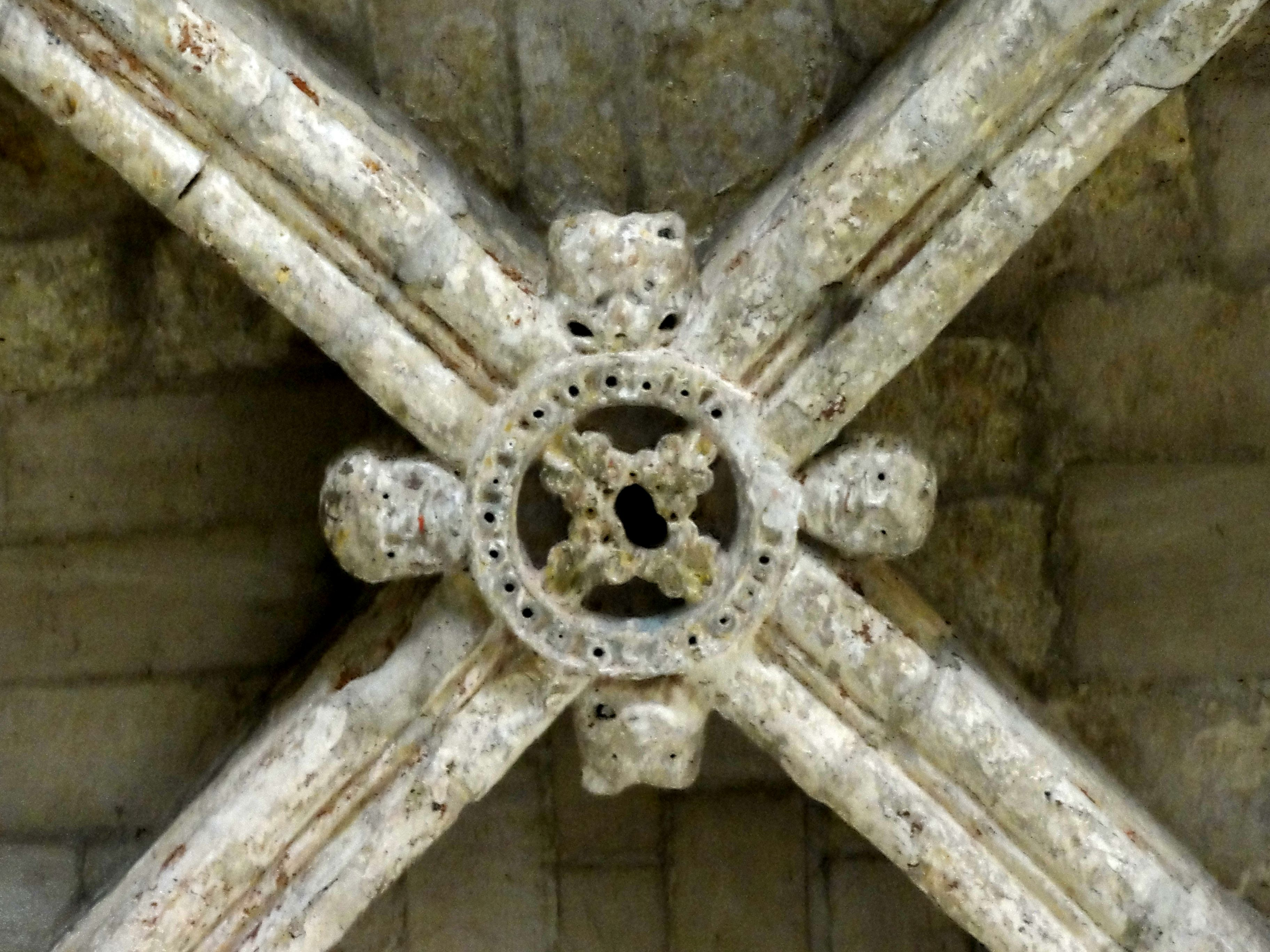
Clé de voûte de la croisée.

#### Chœur
Le chœur est de dimensions restreintes et présente peu de particularités. Les fenêtres en arc légèrement brisé ne sont pas ornées, et comme déjà signalé, elles ne montent pas non plus jusqu'aux formerets de la voûte. Entre les fenêtres, une seule colonnette reçoit la retombée des ogives et formerets. Au niveau du seuil des trois fenêtres du chevet, court une moulure formée par deux boudins, et les colonnes sont ceintes de bagues évoquant cette même mouluration. Sur les murs gouttereaux, cette moulure est absente. Les chapiteaux se situent au niveau de l'imposte des fenêtres ; d'après Bernard Duhamel, ils reflètent le style habituel du XIVe siècle, ce qui suscite évidemment des interrogations puisque l'église résulte d'une unique campagne de construction. La clé de voûte au centre de six branches d'ogives mérite d'être signalée ; elle représente la sainte Trinité, et au centre, une main bénissant pointe vers l'ouest.

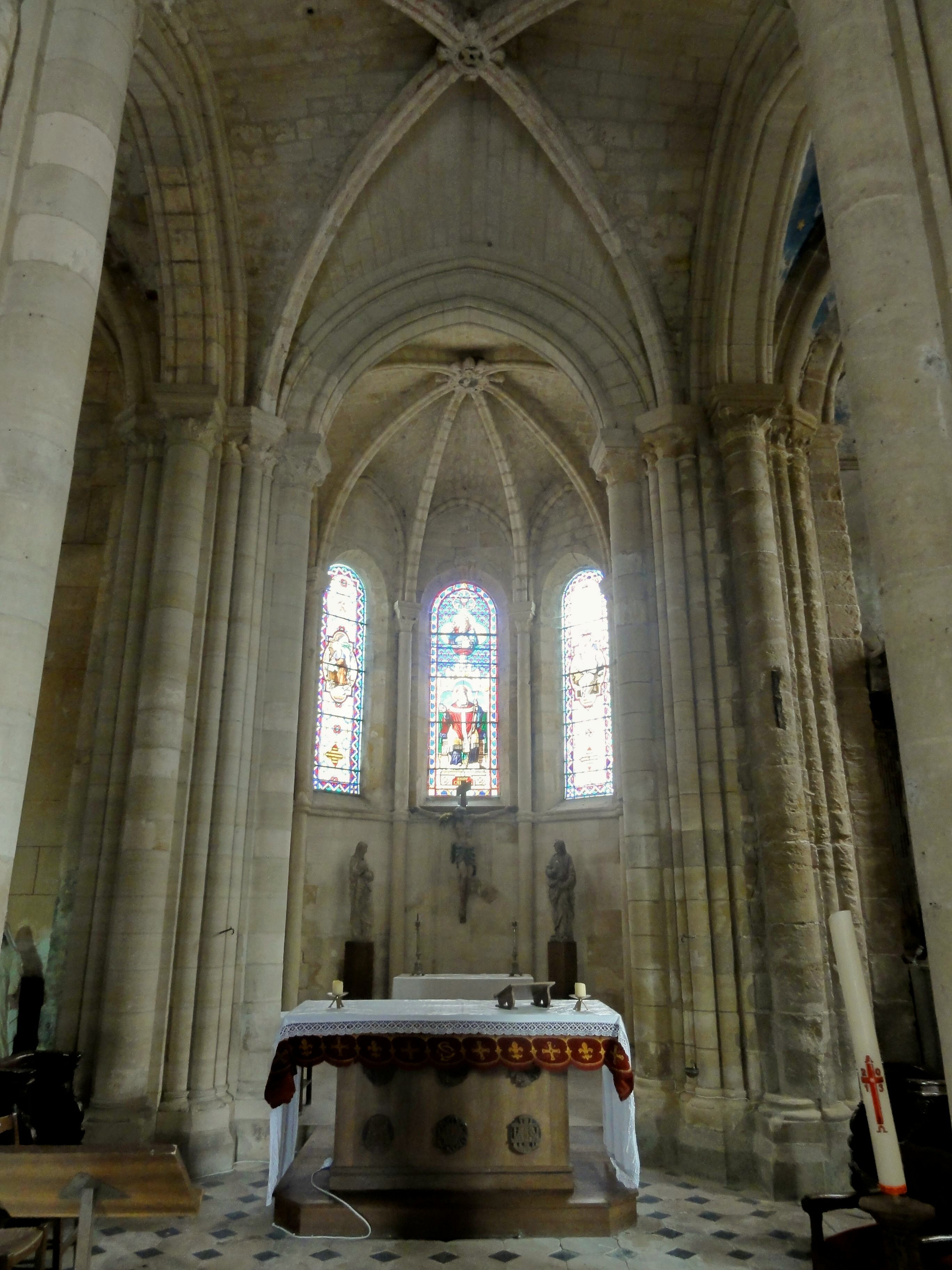
Croisée, vue vers l'est.
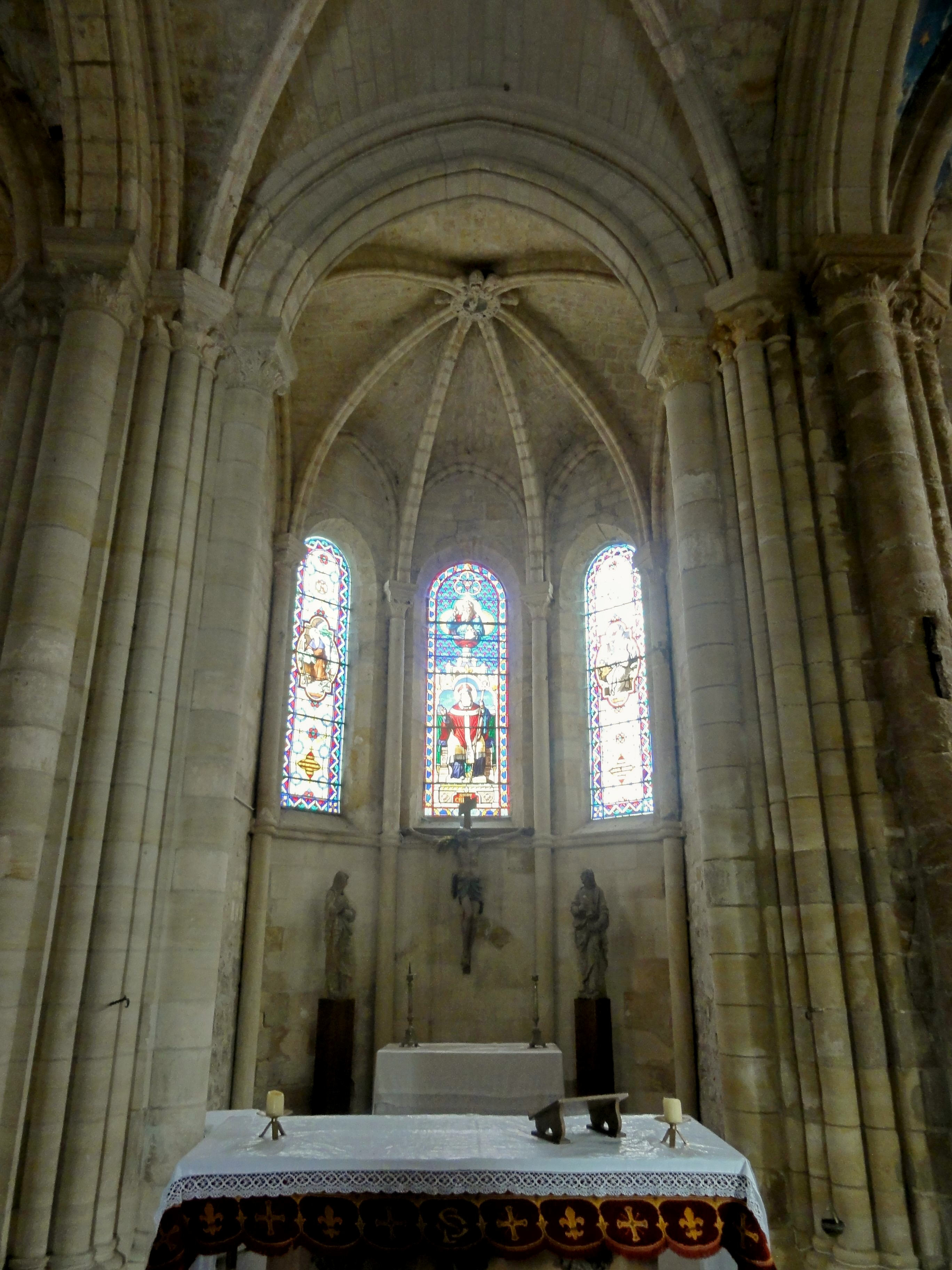
Croisée, vue vers l'est.
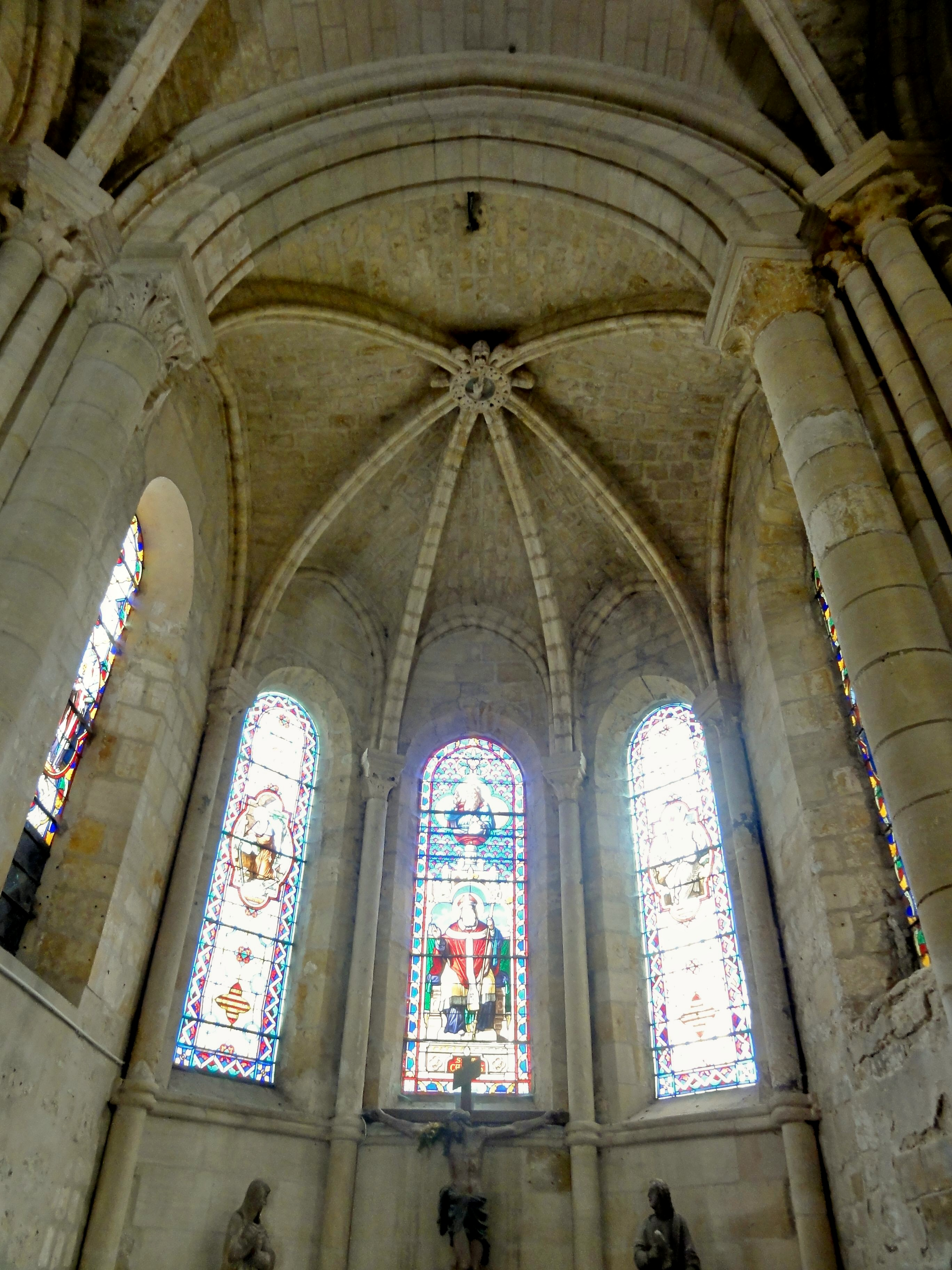
Abside, parties hautes.
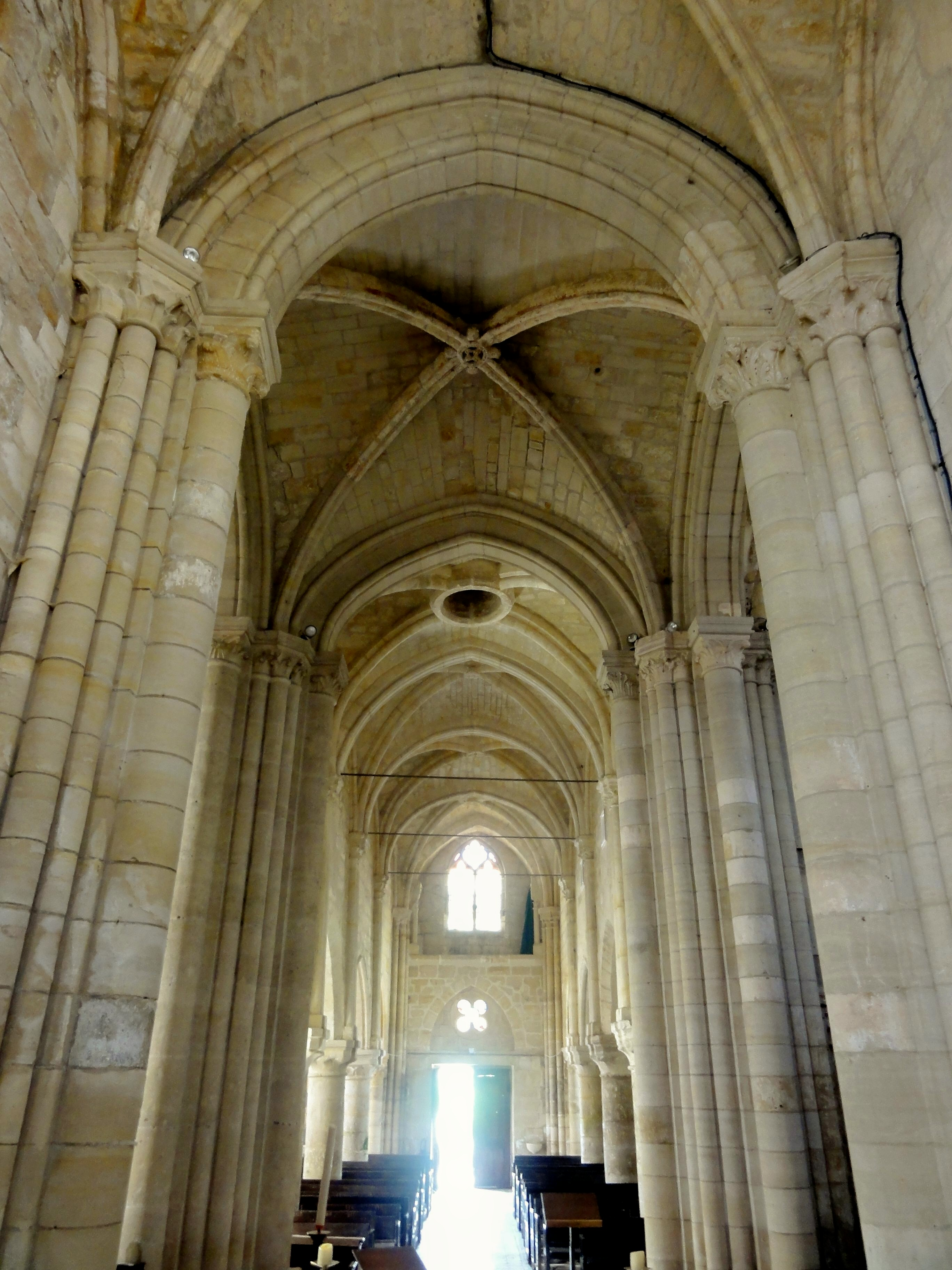
Abside, vue vers l'ouest.
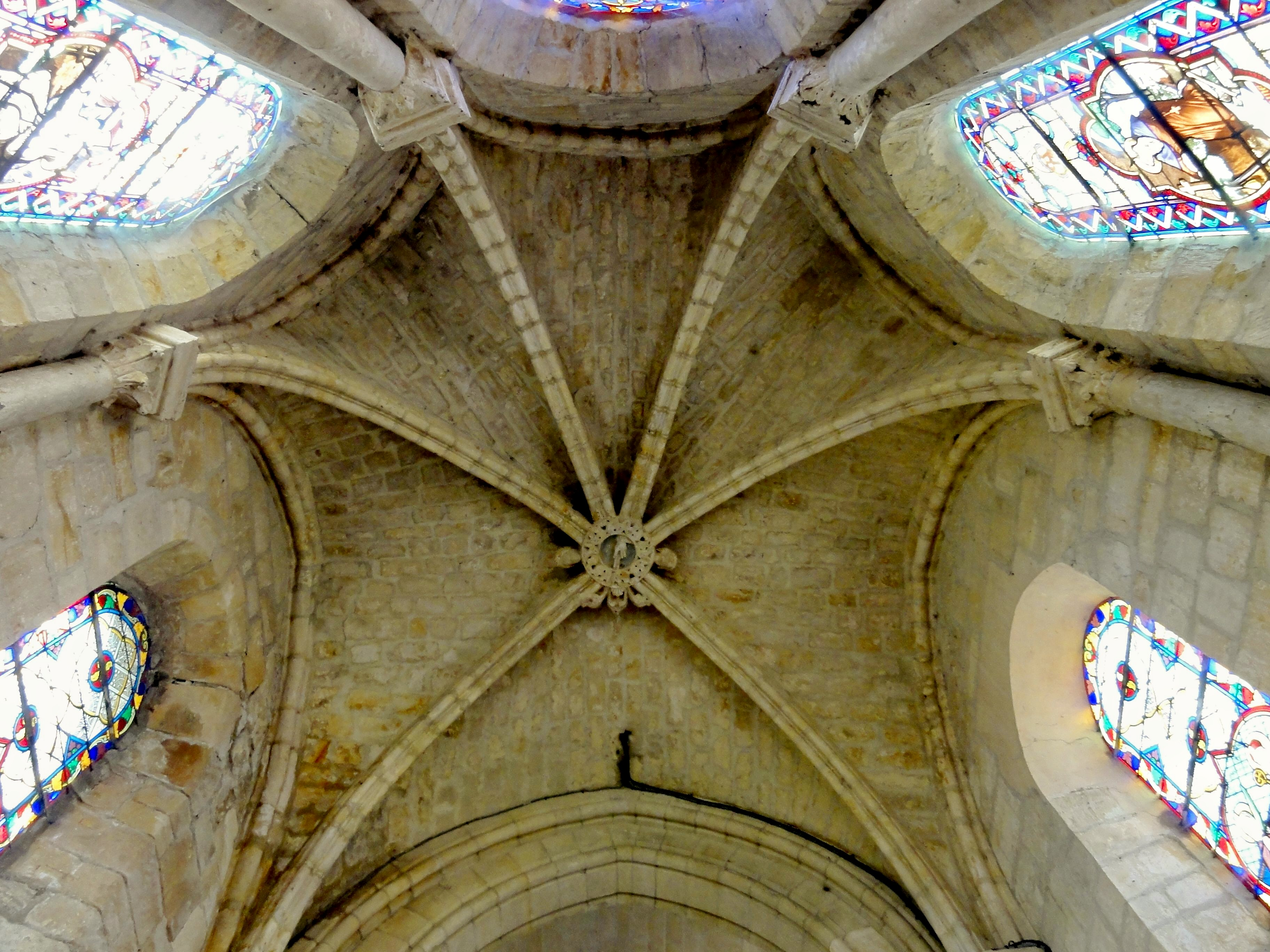
Voûte de l'abside.
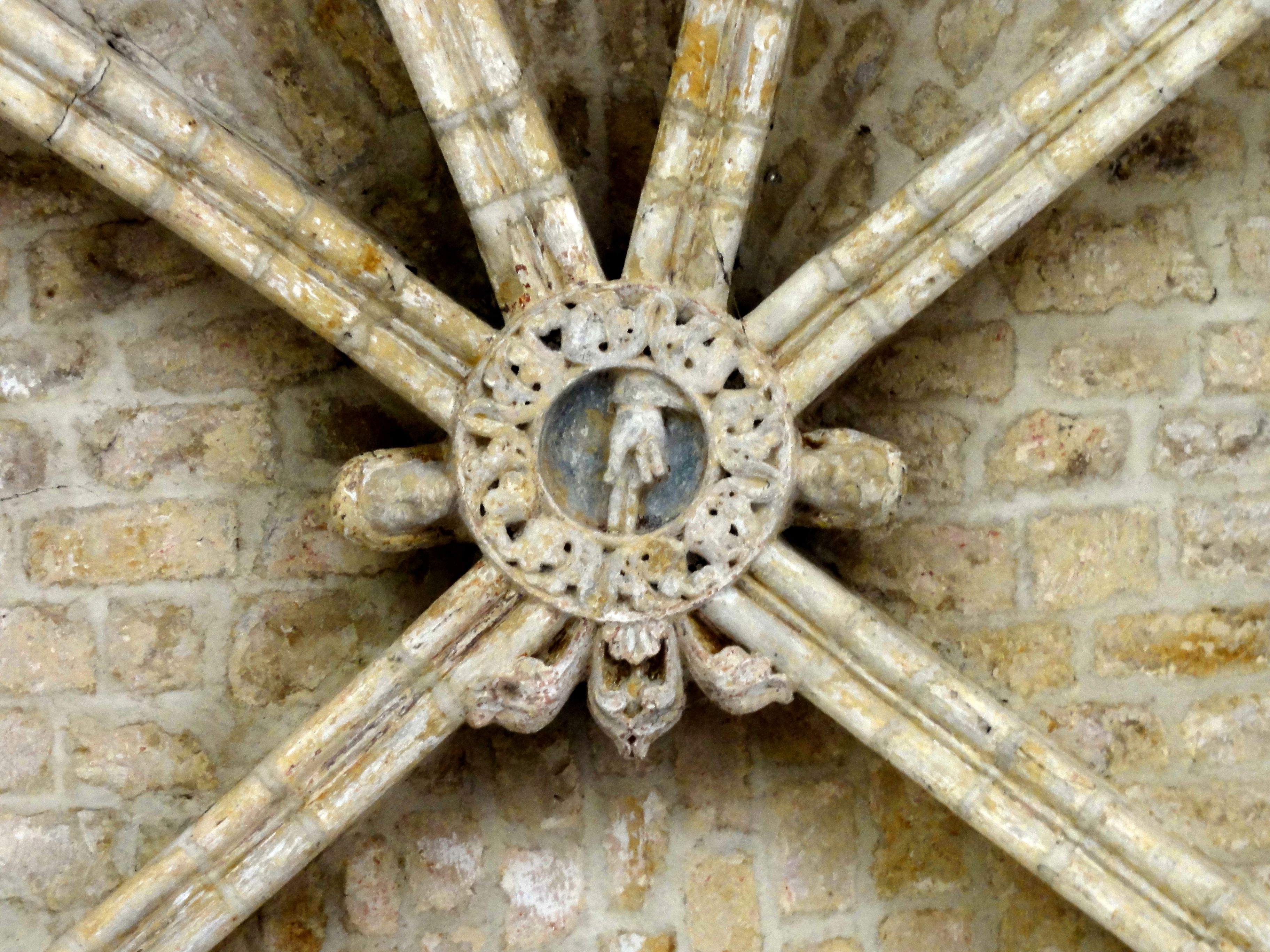
Clé de voûte de l'abside.

## Mobilier
L'église renferme cinq éléments de mobilier classés monuments historiques au titre des objets :
- une Vierge d'Annonciation en pierre haute de 125 cm, ayant perdu sa main droite et datant du XVIe siècle[5] ;
- une Vierge de Pitié en bois polychrome datant du XVIe siècle et décrite comme étant en pierre lors de son classement en 1978[6] ;
- une Vierge à l'Enfant en bois haute de 110 cm et datant du XVIe siècle, ayant perdu sa couronne[7] ;
- un calvaire en bois comportant le Christ, la Vierge et saint Jean, haut de 200 cm et datant du XVIe siècle pour le Christ et la fin du même siècle pour les deux autres personnages, décrits comme datant du XVIIe siècle lors du classement en 1969[8] ;
- six stalles en deux groupes de trois datant du XVIIe siècle[9] (sans illustration).

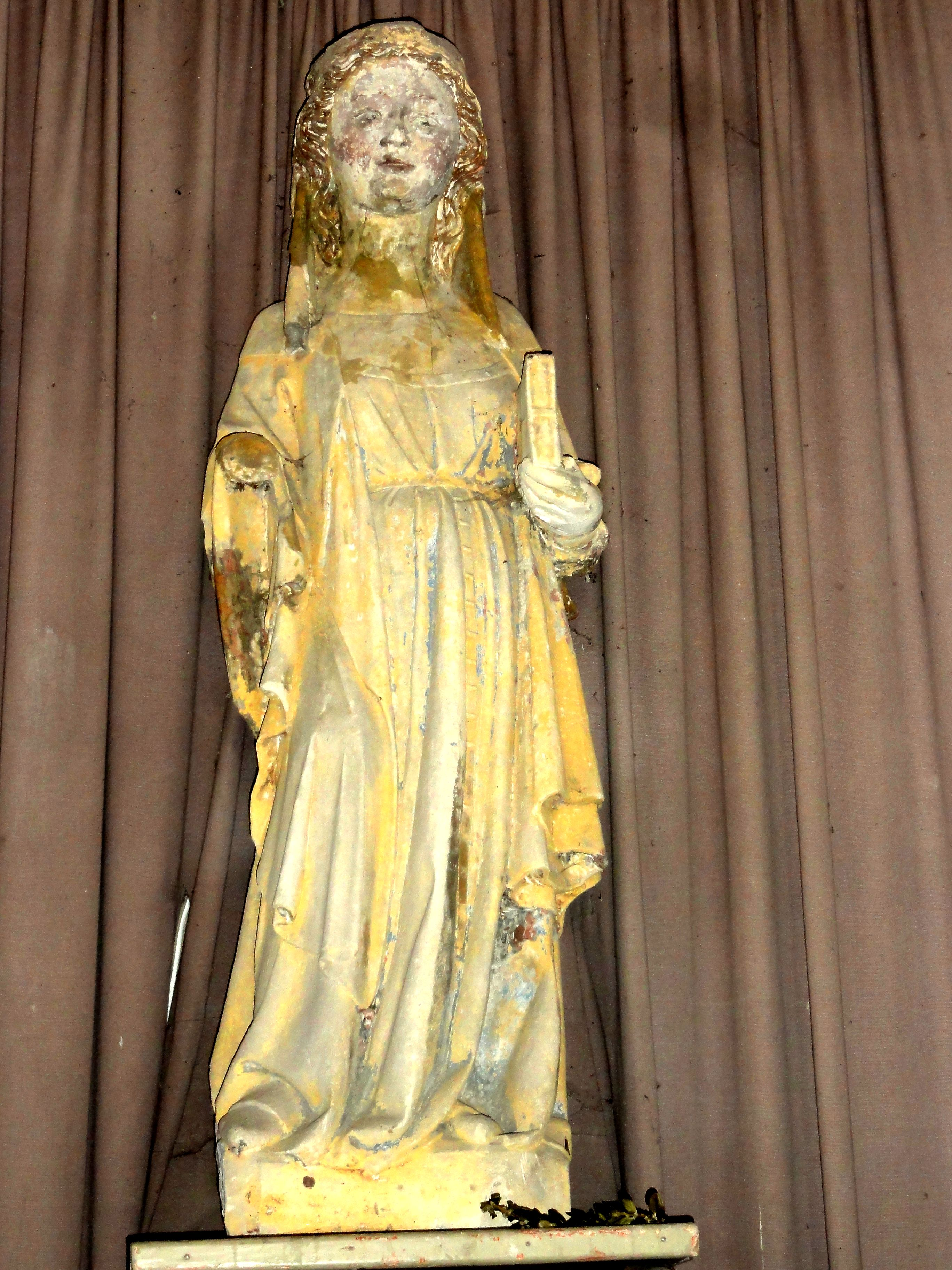
Vierge d'Annonciation.
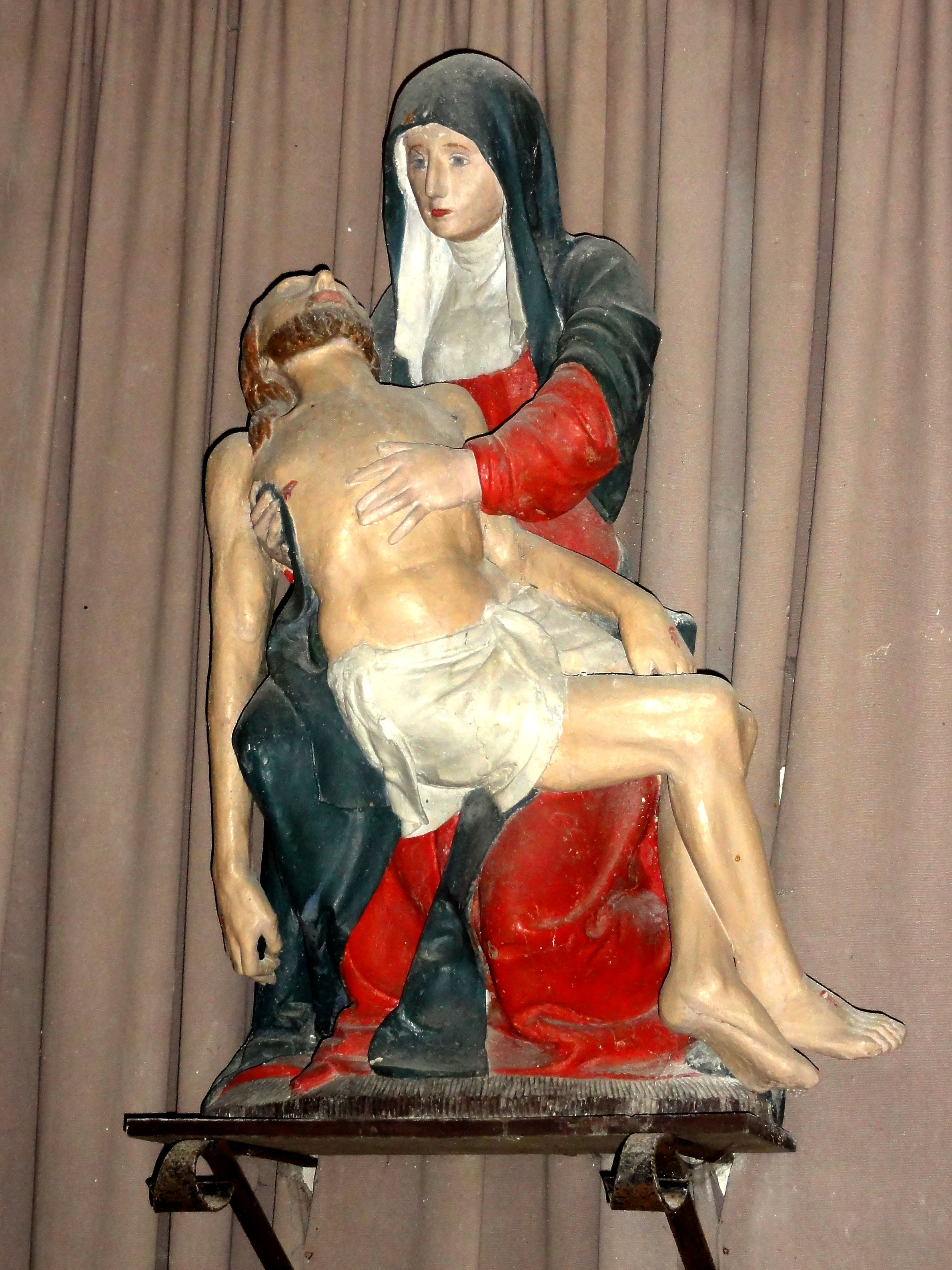
Vierge de Pitié.
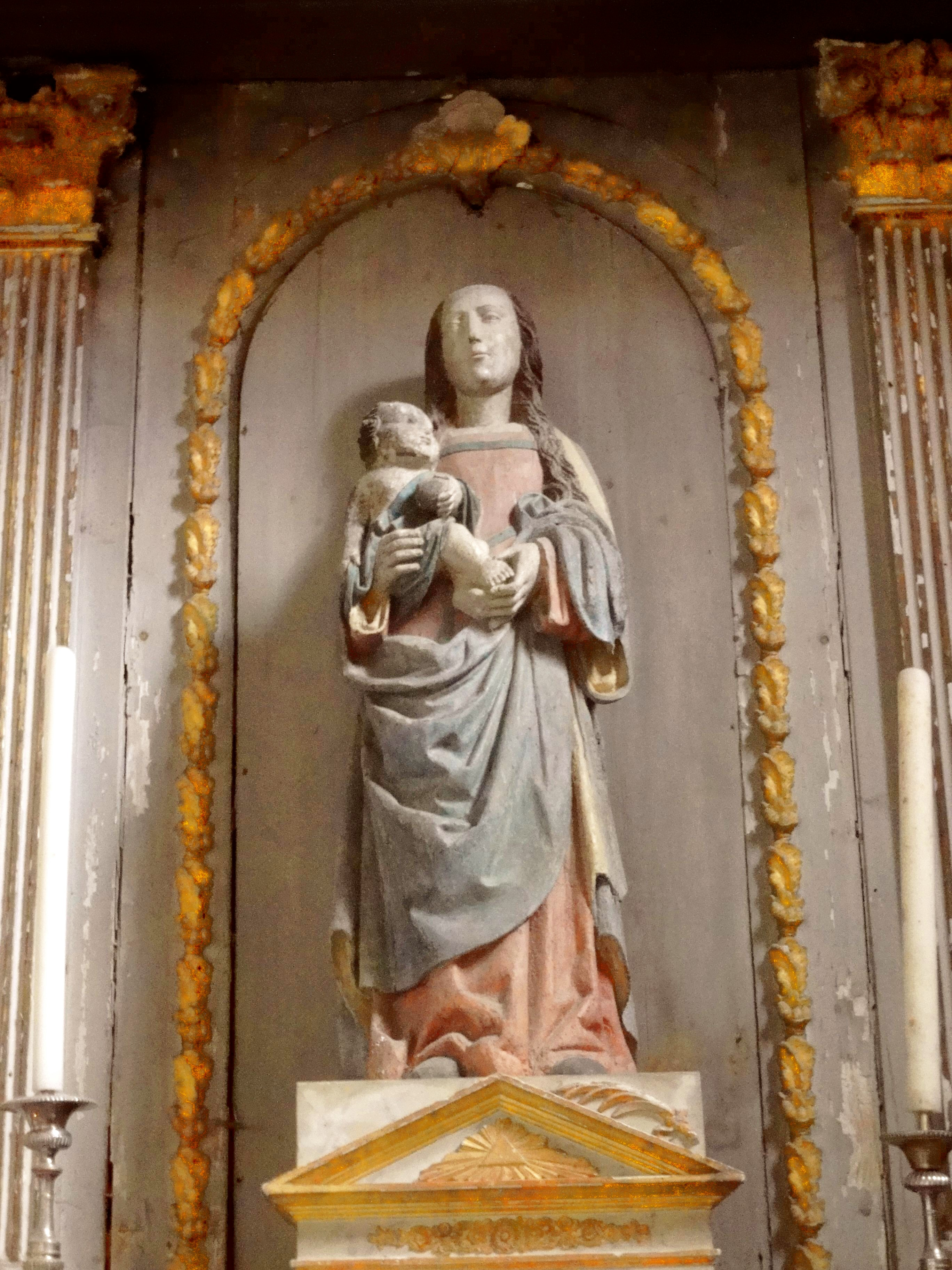
Vierge à l'Enfant.
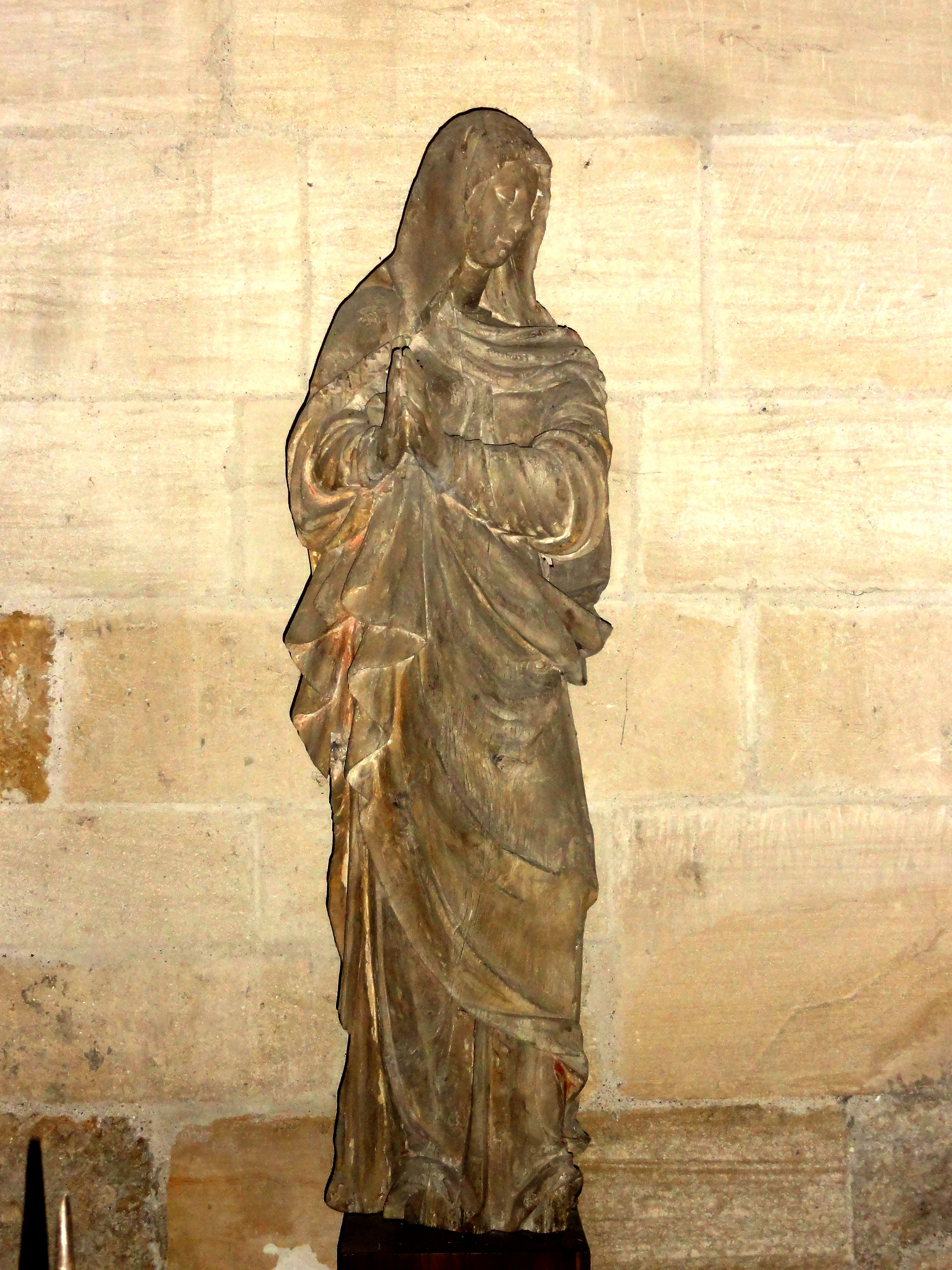
Vierge du calvaire.
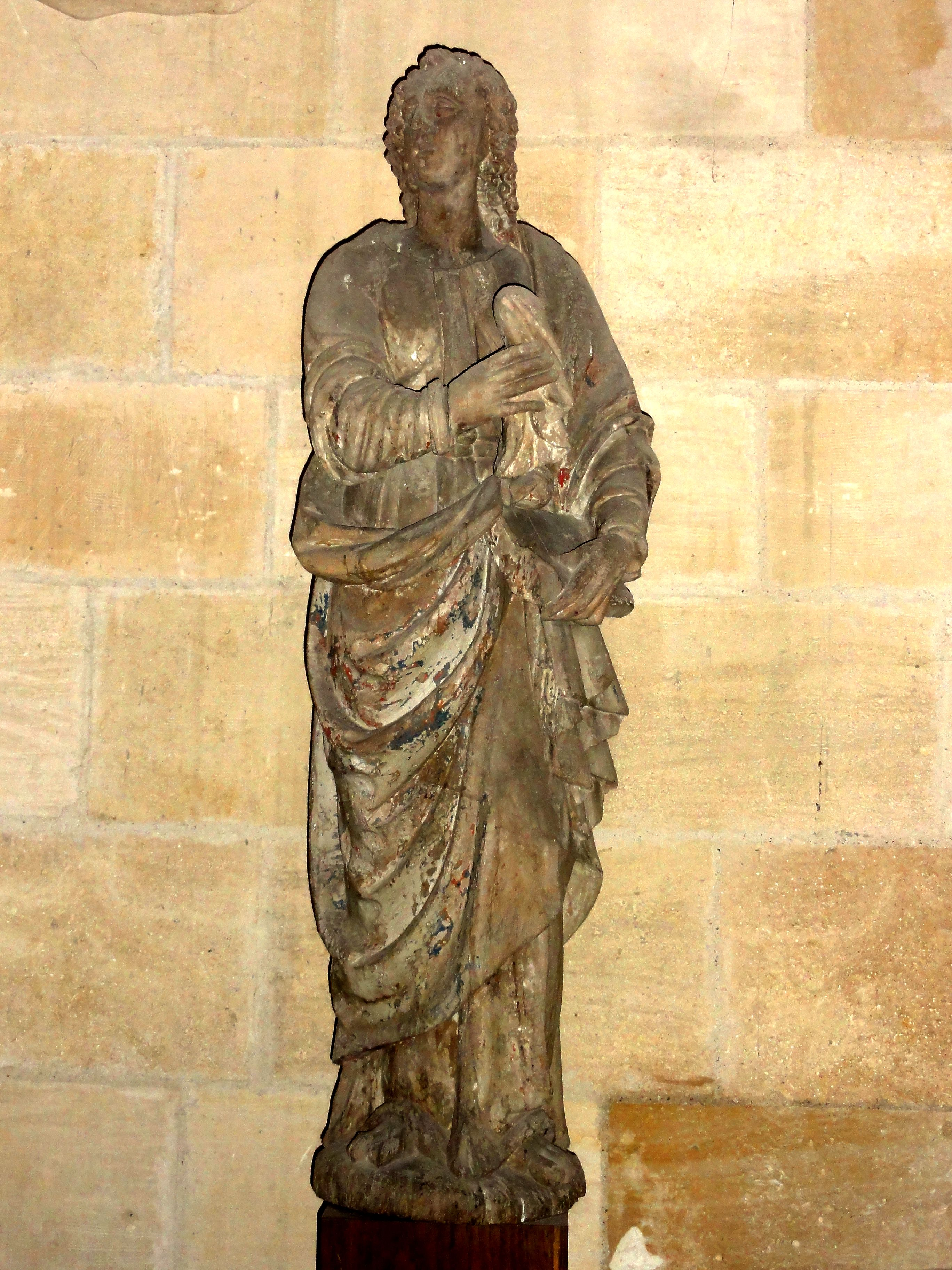
Saint Jean du calvaire.